# Radni sejmików województw I kadencji

Koalicje w sejmikach (stan na 1998)

Radni sejmików województw I kadencji – radni 16 sejmików wojewódzkich w Polsce I kadencji (1998–2002).
855 spośród nich zostało wybranych w wyborach samorządowych w 1998 na kadencję przypadającą na lata 1998–2002. Wybory przeprowadzono w wielomandatowych okręgach z listami otwartymi, obowiązywał 5% próg wyborczy na obszarze województwa. W razie zwolnienia mandatu w danych okręgu, funkcję radnego obejmowała osoba z tej samej listy wyborczej z kolejno najwyższym wynikiem wyborczym. Głosowanie odbyło się 11 października 1998. Wybory przeprowadzono na podstawie przepisów Ordynacji wyborczej do rad gmin, rad powiatów i sejmików województw (1998).

## Wyniki wyborów do Sejmiku Województwa Dolnośląskiego I kadencji
|                | Sojusz Lewicy Demokratycznej                          | 322 747   | 34,92  | 25 | 45,45  |  |  |
|                | Akcja Wyborcza Solidarność                            | 272 231   | 29,45  | 19 | 34,55  |  |  |
|                | Unia Wolności                                         | 157 169   | 17,00  | 9  | 16,36  |  |  |
|                | Przymierze Społeczne: PSL – UP – KPEiR                | 74 516    | 8,06   | 2  | 3,64   |  |  |
|                |                                                       |           |        |    |        |  |  |
|                | Stowarzyszenie „Rodzina Polska”                       | 65 368    | 7,07   | –  | –      |  |  |
|                | Ruch Patriotyczny Ojczyzna                            | 21 940    | 2,37   | –  | –      |  |  |
|                | Stowarzyszenie Ekologiczne                            | 6329      | 0,68   | –  | –      |  |  |
|                | Związek Kombatantów RP i Byłych Więźniów Politycznych | 3578      | 0,39   | –  | –      |  |  |
|                | Towarzystwo Działań dla Samorozwoju                   | 450       | 0,05   | –  | –      |  |  |
|                |                                                       |           |        |    |        |  |  |
| Ogółem         | Ogółem                                                | 924 328   | 100,00 | 55 | 100,00 |  |  |
| Głosy nieważne | Głosy nieważne                                        | 94 217    | 9,25   |    |        |  |  |
| Frekwencja     | Frekwencja                                            | 1 018 545 | 45,92  |    |        |  |  |

Podział mandatów i rozkład procentowy poparcia w wyniku wyborów z uwzględnieniem podziału na późniejszą koalicję rządzącą w kolejności: ugrupowania zarządu, opozycja sejmikowa i pozasejmikowa (komitety, które nie przekroczyły 1% poparcia w skali województwa, potraktowano zbiorczo) [Marszałek województwa Jan Waszkiewicz, koalicja AWS-UW]:
|     |    |     |    |
| ↓   |    |     |    |
| 19  | 9  | 25  | 2  |
| AWS | UW | SLD | PS |

|     |    |     |    |    |  |  |  |
|     |    |     |    |    |  |  |  |
| AWS | UW | SLD | PS | RP |  |  |  |

| Radni I kadencji | | |                                                                                                | |                                                                                                |                                                                                                |                                                                                                |                                                                                                |
| Nr               | Radni wybrani z list poszczególnych komitetów wyborczych (w nawiasach liczba zdobytych głosów)                                   | Radni wybrani z list poszczególnych komitetów wyborczych (w nawiasach liczba zdobytych głosów)                                                                | Radni wybrani z list poszczególnych komitetów wyborczych (w nawiasach liczba zdobytych głosów) | Radni wybrani z list poszczególnych komitetów wyborczych (w nawiasach liczba zdobytych głosów)                                            | Radni wybrani z list poszczególnych komitetów wyborczych (w nawiasach liczba zdobytych głosów) | Radni wybrani z list poszczególnych komitetów wyborczych (w nawiasach liczba zdobytych głosów) | Radni wybrani z list poszczególnych komitetów wyborczych (w nawiasach liczba zdobytych głosów) | Radni wybrani z list poszczególnych komitetów wyborczych (w nawiasach liczba zdobytych głosów) |
| 1                | | Akcja Wyborcza Solidarność Jan Waszkiewicz (13 232) Marek Rostecki (2901)                                                                                     |                                                                                                | Unia Wolności Leon Kieres (21 818) Jolanta Chojnacka (890)                                                                                |                                                                                                | Sojusz Lewicy Demokratycznej Andrzej Kubica (12 610) Małgorzata Glaser-Witek (3048)            |                                                                                                |                                                                                                |
| 2                | Akcja Wyborcza Solidarność Jarosław Duda (12 503) Władysław Sidorowicz (5012)                                                    | | Sojusz Lewicy Demokratycznej Czesław Cyrul (15 723) Marek Szymański (3780)                     | | Unia Wolności Franciszek Połomski (6205)                                                       |                                                                                                |                                                                                                |                                                                                                |
| 3                | | Sojusz Lewicy Demokratycznej Michał Pater (8064) Stanisław Żyjewski (4384)                                                                                    |                                                                                                | Akcja Wyborcza Solidarność Stanisław Hoffmann (5040) Tytus Czartoryski (3109)                                                             | Unia Wolności Aleksander Skorupa (7261)                                                        |                                                                                                | Przymierze Społeczne: PSL – UP – KPEiR Zdzisław Średniawski (4399)                             |                                                                                                |
| 4                | | Akcja Wyborcza Solidarność Mateusz Morawiecki (13 879) Zbigniew Lech (7382) Jerzy Matusiak (4643)                                                             |                                                                                                | Sojusz Lewicy Demokratycznej Jan Wieczorek (16 690) Stanisław Stefanko (4574) Stanisław Filipiuk (4573)                                   | Unia Wolności Sławomir Najnigier (4781)                                                        |                                                                                                |                                                                                                |                                                                                                |
| 5                | | Sojusz Lewicy Demokratycznej Jolanta Suława (4092) Czesław Drąg (3990) Krzysztof Różycki (3596) Piotr Krygier (3069) Henryk Chodziak (3053) Michał Huć (2637) |                                                                                                | Akcja Wyborcza Solidarność Bolesław Marciniszyn (18 148) Krzysztof Prędki (11 833) Jerzy Terlecki (5272) Krystyna Toczyńska-Rudysz (4130) | Unia Wolności Andrzej Kosiór (5497)                                                            |                                                                                                | Przymierze Społeczne: PSL – UP – KPEiR Jarosław Kurzawa (4322)                                 |                                                                                                |
| 6                | Sojusz Lewicy Demokratycznej Janusz Pezda (12 704) Adam Pierzchała (4858) wakat                                                  | Akcja Wyborcza Solidarność Jerzy Nalichowski (7672) Jerzy Pokój (4125)                                                                                        | Unia Wolności Artur Zieliński (5086)                                                           | |                                                                                                |                                                                                                |                                                                                                |                                                                                                |
| 7                | Sojusz Lewicy Demokratycznej Krystyna Boratyńska (14 395) Henryk Pierzchalski (5064) Józef Medyński (4177)                       | Akcja Wyborcza Solidarność Stanisław Żuk (8632) Jerzy Zieliński (7717)                                                                                        |                                                                                                | |                                                                                                |                                                                                                |                                                                                                |                                                                                                |
| 8                | Sojusz Lewicy Demokratycznej Mirosław Eder (3727) Tadeusz Krzakowski (3683) Beata Chorąży-Ryszko (3665) Wojciech Kondusza (2582) | Akcja Wyborcza Solidarność Witold Idczak (9489) Robert Raczyński (7548)                                                                                       |                                                                                                | Unia Wolności Emilian Stańczyszyn (18 348) Piotr Rojek (2340)                                                                             |                                                                                                |                                                                                                |                                                                                                |                                                                                                |
|                  | | |                                                                                                | |                                                                                                |                                                                                                |                                                                                                |                                                                                                |

## Wyniki wyborów do Sejmiku Województwa Kujawsko-Pomorskiego I kadencji
| Komitet wyborczy | Komitet wyborczy                         | Głosy   | Głosy  | Mandaty | Mandaty |
| Komitet wyborczy | Komitet wyborczy                         | Liczba  | %      | Liczba  | %       |
| ---------------- | ---------------------------------------- | ------- | ------ | ------- | ------- |
|                  | Sojusz Lewicy Demokratycznej             | 264 348 | 43,71  | 26      | 52,00   |
|                  | Akcja Wyborcza Solidarność               | 160 692 | 26,57  | 15      | 30,00   |
|                  | Przymierze Społeczne: PSL – UP – KPEiR   | 61 210  | 10,12  | 5       | 10,00   |
|                  | Unia Wolności                            | 55 541  | 9,18   | 4       | 8,00    |
|                  |                                          |         |        |         |         |
|                  | Stowarzyszenie „Rodzina Polska”          | 38 189  | 6,31   | –       | –       |
|                  | Ruch Patriotyczny Ojczyzna               | 20 203  | 3,34   | –       | –       |
|                  | Niezależne Forum Wyborcze Pomoc Rodzinie | 4577    | 0,76   | –       | –       |
|                  |                                          |         |        |         |         |
| Ogółem           | Ogółem                                   | 604 760 | 100,00 | 50      | 100,00  |
| Głosy nieważne   | Głosy nieważne                           | 66 091  | 9,85   |         |         |
| Frekwencja       | Frekwencja                               | 670 851 | 43,66  |         |         |

Podział mandatów i rozkład procentowy poparcia w wyniku wyborów z uwzględnieniem podziału na późniejsze ugrupowanie rządzące w kolejności: ugrupowania zarządu, opozycja sejmikowa i pozasejmikowa [Marszałek województwa Waldemar Achramowicz, koalicja SLD-PS]:
|     |    |     |    |
| ↓   |    |     |    |
| 26  | 5  | 15  | 4  |
| SLD | PS | AWS | UW |

|     |    |     |    |    |     |  |  |
|     |    |     |    |    |     |  |  |
| SLD | PS | AWS | UW | RP | RPO |  |  |

| Radni I kadencji | | |                                                                                                |                                                                                                   |                                                                                                |                                                                                                |                                                                                                |                                                                                                |
| Nr               | Radni wybrani z list poszczególnych komitetów wyborczych (w nawiasach liczba zdobytych głosów)                                                                                   | Radni wybrani z list poszczególnych komitetów wyborczych (w nawiasach liczba zdobytych głosów)                                                    | Radni wybrani z list poszczególnych komitetów wyborczych (w nawiasach liczba zdobytych głosów) | Radni wybrani z list poszczególnych komitetów wyborczych (w nawiasach liczba zdobytych głosów)    | Radni wybrani z list poszczególnych komitetów wyborczych (w nawiasach liczba zdobytych głosów) | Radni wybrani z list poszczególnych komitetów wyborczych (w nawiasach liczba zdobytych głosów) | Radni wybrani z list poszczególnych komitetów wyborczych (w nawiasach liczba zdobytych głosów) | Radni wybrani z list poszczególnych komitetów wyborczych (w nawiasach liczba zdobytych głosów) |
| 1                | | Sojusz Lewicy Demokratycznej Alicja Dolecka (4429) Lucyna Andrysiak (3253) Ryszard Zawiszewski (2750) Robert Cieśliński (2539) Anna Brzoza (2181) |                                                                                                | Akcja Wyborcza Solidarność Antoni Tokarczuk (13 042) Leszek Walczak (6099) Henryk Sapalski (5564) |                                                                                                | Unia Wolności Mieczysław Naparty (3319)                                                        |                                                                                                |                                                                                                |
| 2                | Sojusz Lewicy Demokratycznej Tadeusz Rokoszewski (2911) Beata Marczewska (2853) Andrzej Grabek (2486) Franciszek Hylla (2362)                                                    | Akcja Wyborcza Solidarność Janusz Kaczmarek (9405) Zdzisław Wycinek (5105) Andrzej Jedynak (4562)                                                 |                                                                                                | Przymierze Społeczne: PSL – UP – KPEiR Marek Domżała (4529) Stanisław Nowakowski (2626)           |                                                                                                |                                                                                                |                                                                                                |                                                                                                |
| 3                | Sojusz Lewicy Demokratycznej Wincenty Olszewski (7293) Bernard Gajewski (4212) Maria Pruszynowska (2650)                                                                         | Akcja Wyborcza Solidarność Jacek Mazur (4361) |                                                                                                | Unia Wolności Robert Malinowski (3470)                                                            |                                                                                                |                                                                                                |                                                                                                |                                                                                                |
| 4                | Sojusz Lewicy Demokratycznej Waldemar Achramowicz (13 559) Roman Kannenberg (1836)                                                                                               | Akcja Wyborcza Solidarność Jan Adamiak (7038) Grzegorz Borek (4417)                                                                               | Unia Wolności Krystyna Dowgiałło (3769)                                                        |                                                                                                   |                                                                                                |                                                                                                |                                                                                                |                                                                                                |
| 5                | Sojusz Lewicy Demokratycznej Stefan Borkowicz (9564) Jerzy Zawadzki (2958) | Akcja Wyborcza Solidarność Jan Ardanowski (4560)                                                                                                  | Unia Wolności Roman Tasarz (1617)                                                              |                                                                                                   | Przymierze Społeczne: PSL – UP – KPEiR Zygmunt Kwiatkowski (1927)                              |                                                                                                |                                                                                                |                                                                                                |
| 6                | Sojusz Lewicy Demokratycznej Jan Mazur (4916) Jan Budny (4003) Włodzimierz Buczkowski (3644) Zbigniew Krzywy (2917)                                                              | Akcja Wyborcza Solidarność Andrzej Wybrański (4575) Adam Skowroński (2881)                                                                        |                                                                                                | Przymierze Społeczne: PSL – UP – KPEiR Maria Kurnatowska (5131)                                   |                                                                                                |                                                                                                |                                                                                                |                                                                                                |
| 7                | Sojusz Lewicy Demokratycznej Władysław Kubiak (5219) Mirosław Krajewski (4293) Stanisław Milczarek (2800) Alina Krupińska (2645) Tadeusz Raczyński (2280) Janusz Ostapiuk (1607) | Akcja Wyborcza Solidarność Bartłomiej Kołodziej (8454) Jerzy Kolanowski (3931) Ryszard Borowski (2466)                                            | Przymierze Społeczne: PSL – UP – KPEiR Marianna Kurowska (4927)                                |                                                                                                   |                                                                                                |                                                                                                |                                                                                                |                                                                                                |
|                  | | |                                                                                                |                                                                                                   |                                                                                                |                                                                                                |                                                                                                |                                                                                                |

## Wyniki wyborów do Sejmiku Województwa Lubelskiego I kadencji
| Komitet wyborczy | Komitet wyborczy                            | Głosy   | Głosy  | Mandaty | Mandaty |
| Komitet wyborczy | Komitet wyborczy                            | Liczba  | %      | Liczba  | %       |
| ---------------- | ------------------------------------------- | ------- | ------ | ------- | ------- |
|                  | Akcja Wyborcza Solidarność                  | 227 491 | 33,78  | 20      | 40,00   |
|                  | Sojusz Lewicy Demokratycznej                | 189 145 | 28,09  | 16      | 32,00   |
|                  | Przymierze Społeczne: PSL – UP – KPEiR      | 145 542 | 21,61  | 12      | 24,00   |
|                  | Unia Wolności                               | 56 109  | 8,33   | 2       | 4,00    |
|                  |                                             |         |        |         |         |
|                  | Stowarzyszenie „Rodzina Polska”             | 23 426  | 3,48   | –       | –       |
|                  | Ruch Patriotyczny Ojczyzna                  | 13 016  | 1,93   | –       | –       |
|                  | Obywatelskie Stowarzyszenie Uwłaszczeniowe  | 11 752  | 1,75   | –       | –       |
|                  | „Ochrona Pracy – CONSULTRIX”                | 4359    | 0,65   | –       | –       |
|                  | „Samorządowcy – Spółdzielcy Lublina”        | 1925    | 0,29   | –       | –       |
|                  | Regionalny Związek Hodowców Bydła Mlecznego | 622     | 0,09   | –       | –       |
|                  |                                             |         |        |         |         |
| Ogółem           | Ogółem                                      | 673 387 | 100,00 | 50      | 100,00  |
| Głosy nieważne   | Głosy nieważne                              | 81 475  | 10,79  |         |         |
| Frekwencja       | Frekwencja                                  | 754 862 | 45,63  |         |         |

Podział mandatów i rozkład procentowy poparcia w wyniku wyborów z uwzględnieniem podziału na późniejszą koalicję rządzącą w kolejności: ugrupowania zarządu, opozycja sejmikowa i pozasejmikowa (komitety, które nie przekroczyły 1% poparcia w skali województwa, potraktowano zbiorczo) [Marszałek województwa Arkadiusz Bratkowski, koalicja SLD-PS]:
|     |    |     |    |
| ↓   |    |     |    |
| 16  | 12 | 20  | 2  |
| SLD | PS | AWS | UW |

|     |    |     |    |    |  |  |  |  |
|     |    |     |    |    |  |  |  |  |
| SLD | PS | AWS | UW | RP |  |  |  |  |

| Radni I kadencji |                                                                                                | |                                                                                                | |                                                                                                |                                                                                                |                                                                                                |                                                                                                |
| Nr               | Radni wybrani z list poszczególnych komitetów wyborczych (w nawiasach liczba zdobytych głosów) | Radni wybrani z list poszczególnych komitetów wyborczych (w nawiasach liczba zdobytych głosów)                                                      | Radni wybrani z list poszczególnych komitetów wyborczych (w nawiasach liczba zdobytych głosów) | Radni wybrani z list poszczególnych komitetów wyborczych (w nawiasach liczba zdobytych głosów)                                       | Radni wybrani z list poszczególnych komitetów wyborczych (w nawiasach liczba zdobytych głosów) | Radni wybrani z list poszczególnych komitetów wyborczych (w nawiasach liczba zdobytych głosów) | Radni wybrani z list poszczególnych komitetów wyborczych (w nawiasach liczba zdobytych głosów) | Radni wybrani z list poszczególnych komitetów wyborczych (w nawiasach liczba zdobytych głosów) |
| 1                |                                                                                                | Akcja Wyborcza Solidarność Dariusz Wójcik (12 082) Ryszard Bender (11 880) Sławomir Janicki (7848) Tomasz Różniak (6390) Włodzimierz Wysocki (4156) |                                                                                                | Sojusz Lewicy Demokratycznej Anna Jabłońska-Chmielewska (3291) Zbigniew Kaznowski (3187) Piotr Włoch (2998) Kazimierz Filipek (2240) |                                                                                                | Unia Wolności Jacek Skrzyński (3899)                                                           |                                                                                                | Przymierze Społeczne: PSL – UP – KPEiR Adam Grzesiuk (1474)                                    |
| 2                | Akcja Wyborcza Solidarność Roman Wierzbicki (8511) Ignacy Czeżyk (4174) Henryk Dudziak (3501)  | | Przymierze Społeczne: PSL – UP – KPEiR Elżbieta Wójtowicz (4055) Stanisław Stefanek (1474)     | | Sojusz Lewicy Demokratycznej Barbara Sikora (3744)                                             |                                                                                                |                                                                                                |                                                                                                |
| 3                | Akcja Wyborcza Solidarność Edward Flis (6064) Krzysztof Kamiński (5598)                        | Przymierze Społeczne: PSL – UP – KPEiR Edward Hunek (6692) Janusz Malinowski (4416)                                                                 | Sojusz Lewicy Demokratycznej Zdzisław Szymczyk (4785)                                          | |                                                                                                |                                                                                                |                                                                                                |                                                                                                |
| 4                |                                                                                                | Przymierze Społeczne: PSL – UP – KPEiR Kazimierz Dzido (1476) Tadeusz Łubianka (1099)                                                               |                                                                                                | Sojusz Lewicy Demokratycznej Kazimiera Goławska (9969) Roman Kornacki (2719)                                                         |                                                                                                | Akcja Wyborcza Solidarność Norbert Wojciechowski (3633) Tadeusz Brzozowski (2849)              |                                                                                                |                                                                                                |
| 5                | Przymierze Społeczne: PSL – UP – KPEiR Tadeusz Sławecki (9121) Henryk Makarewicz (5385)        | | Akcja Wyborcza Solidarność Stefan Karasiński (6489) Anna Makarewicz (2955)                     | | Sojusz Lewicy Demokratycznej Krzysztof Budzik (4324) Mirosław Złomaniec (3794)                 |                                                                                                |                                                                                                |                                                                                                |
| 6                |                                                                                                | Sojusz Lewicy Demokratycznej Ryszarda Mardoń (5015) Wacław Cichosz (3213) Czesław Marciocha (2958)                                                  | Akcja Wyborcza Solidarność Jerzy Masłowski (6945) Wiesław Jezierski (1161)                     | | Przymierze Społeczne: PSL – UP – KPEiR Janusz Szpak (4841)                                     |                                                                                                |                                                                                                |                                                                                                |
| 7                |                                                                                                | Akcja Wyborcza Solidarność Janusz Woźnica (6200) Andrzej Mulawa (5174) Stanisław Majdański (4665) Tomasz Pękalski (3785)                            |                                                                                                | Sojusz Lewicy Demokratycznej Marek Tęcza (11 283) Zbigniew Typek (5627) Krzysztof Kawalec (5214)                                     | Przymierze Społeczne: PSL – UP – KPEiR Jan Kowalik (6837) Marian Jaworski (3077)               |                                                                                                | Unia Wolności Stanisław Lorenc (1158)                                                          |                                                                                                |
|                  |                                                                                                | |                                                                                                | |                                                                                                |                                                                                                |                                                                                                |                                                                                                |

## Wyniki wyborów do Sejmiku Województwa Lubuskiego I kadencji
| Komitet wyborczy | Komitet wyborczy                       | Głosy   | Głosy  | Mandaty | Mandaty |
| Komitet wyborczy | Komitet wyborczy                       | Liczba  | %      | Liczba  | %       |
| ---------------- | -------------------------------------- | ------- | ------ | ------- | ------- |
|                  | Sojusz Lewicy Demokratycznej           | 125 405 | 40,45  | 22      | 48,89   |
|                  | Akcja Wyborcza Solidarność             | 87 251  | 28,14  | 14      | 31,11   |
|                  | Unia Wolności                          | 48 370  | 15,60  | 6       | 13,33   |
|                  | Przymierze Społeczne: PSL – UP – KPEiR | 36 366  | 11,73  | 3       | 6,67    |
|                  |                                        |         |        |         |         |
|                  | Ruch Patriotyczny Ojczyzna             | 9877    | 3,19   | –       | –       |
|                  | Stowarzyszenie „Rodzina Polska”        | 2352    | 0,76   | –       | –       |
|                  | „Nasza Młodzież”                       | 426     | 0,14   | –       | –       |
|                  |                                        |         |        |         |         |
| Ogółem           | Ogółem                                 | 310 047 | 100,00 | 45      | 100,00  |
| Głosy nieważne   | Głosy nieważne                         | 31 721  | 9,28   |         |         |
| Frekwencja       | Frekwencja                             | 341 768 | 46,01  |         |         |

Podział mandatów i rozkład procentowy poparcia w wyniku wyborów z uwzględnieniem podziału na późniejszą koalicję rządzącą w kolejności: ugrupowania zarządu, opozycja sejmikowa i pozasejmikowa (komitety, które nie przekroczyły 1% poparcia w skali województwa, potraktowano zbiorczo) [Marszałek województwa Andrzej Bocheński, SLD-PS]:
|     |    |     |    |
| ↓   |    |     |    |
| 22  | 3  | 14  | 6  |
| SLD | PS | AWS | UW |

|     |    |     |    |     |  |  |
|     |    |     |    |     |  |  |
| SLD | PS | AWS | UW | RPO |  |  |

| Radni I kadencji | | |                                                                                                |                                                                                                |                                                                                                |                                                                                                |                                                                                                |                                                                                                |
| Nr               | Radni wybrani z list poszczególnych komitetów wyborczych (w nawiasach liczba zdobytych głosów)                                               | Radni wybrani z list poszczególnych komitetów wyborczych (w nawiasach liczba zdobytych głosów)       | Radni wybrani z list poszczególnych komitetów wyborczych (w nawiasach liczba zdobytych głosów) | Radni wybrani z list poszczególnych komitetów wyborczych (w nawiasach liczba zdobytych głosów) | Radni wybrani z list poszczególnych komitetów wyborczych (w nawiasach liczba zdobytych głosów) | Radni wybrani z list poszczególnych komitetów wyborczych (w nawiasach liczba zdobytych głosów) | Radni wybrani z list poszczególnych komitetów wyborczych (w nawiasach liczba zdobytych głosów) | Radni wybrani z list poszczególnych komitetów wyborczych (w nawiasach liczba zdobytych głosów) |
| 1                | | Sojusz Lewicy Demokratycznej Bogusław Andrzejczak (2446) Jan Korol (2323) Bronisław Tokarczuk (1406) |                                                                                                | Akcja Wyborcza Solidarność Jerzy Korolewicz (4472) Lech Gorywoda (2694)                        |                                                                                                | Unia Wolności Henryk Woźniak (5080)                                                            |                                                                                                |                                                                                                |
| 2                | | Akcja Wyborcza Solidarność Czesław Rzepka (4212) Władysław Dajczak (3232)                            |                                                                                                | Sojusz Lewicy Demokratycznej Krzysztof Giniewski (1085)                                        |                                                                                                | Przymierze Społeczne: PSL – UP – KPEiR Jan Świrepo (3678)                                      |                                                                                                | Unia Wolności Wiesław Pietruszak (2462)                                                        |
| 3                | | Sojusz Lewicy Demokratycznej Zbigniew Faliński (8511) Edward Fedko (4358) Lech Szymak (2996)         |                                                                                                | Akcja Wyborcza Solidarność Zbigniew Pusz (3445)                                                | Przymierze Społeczne: PSL – UP – KPEiR Marek Zaręba (4811)                                     | Unia Wolności Andrzej Świder (1055)                                                            |                                                                                                |                                                                                                |
| 4                | Sojusz Lewicy Demokratycznej Andrzej Huszcza (2924) Andrzej Bocheński (1398) Romuald Malinowski (855)                                        | Akcja Wyborcza Solidarność Marian Miłek (5600) Elżbieta Drewka-Doberstein (1613)                     |                                                                                                |                                                                                                |                                                                                                |                                                                                                |                                                                                                |                                                                                                |
| 5                | Sojusz Lewicy Demokratycznej Zygmunt Mazurkiewicz (1854) Henryk Baturo (1621) Antoni Cios (1559) Czesław Zięba (1222) Marian Pasiński (1108) | Akcja Wyborcza Solidarność Grzegorz Skurzyński (2534) January Golon (1999) Jacek Kurzępa (1894)      |                                                                                                | Unia Wolności Józef Bartkowiak (1357)                                                          |                                                                                                |                                                                                                |                                                                                                |                                                                                                |
| 6                | Sojusz Lewicy Demokratycznej Marian Eckert (8432) Stanisław Wróblewski (2341) Lech Krychowski (1981) Kazimierz Pańtak (1571)                 | Akcja Wyborcza Solidarność Tadeusz Ardelli (2883) Edward Lipiec (2020)                               | Unia Wolności Krzysztof Prucnal (1700)                                                         |                                                                                                | Przymierze Społeczne: PSL – UP – KPEiR Elżbieta Polak (1439)                                   |                                                                                                |                                                                                                |                                                                                                |
| 7                | Sojusz Lewicy Demokratycznej Maciej Kałuski (3455) Tadeusz Kąkalec (1926) Lech Tylutki (1494)                                                | Akcja Wyborcza Solidarność Andrzej Perlak (3403) Marek Ast (3004)                                    | Unia Wolności Wojciech Woropaj (681)                                                           |                                                                                                |                                                                                                |                                                                                                |                                                                                                |                                                                                                |
|                  | | |                                                                                                |                                                                                                |                                                                                                |                                                                                                |                                                                                                |                                                                                                |

## Wyniki wyborów do Sejmiku Województwa Łódzkiego I kadencji
| Komitet wyborczy | Komitet wyborczy                                     | Głosy   | Głosy  | Mandaty | Mandaty |
| Komitet wyborczy | Komitet wyborczy                                     | Liczba  | %      | Liczba  | %       |
| ---------------- | ---------------------------------------------------- | ------- | ------ | ------- | ------- |
|                  | Sojusz Lewicy Demokratycznej                         | 300 235 | 37,25  | 24      | 43,64   |
|                  | Akcja Wyborcza Solidarność                           | 229 456 | 28,47  | 19      | 34,55   |
|                  | Przymierze Społeczne: PSL – UP – KPEiR               | 122 484 | 15,20  | 9       | 16,36   |
|                  | Unia Wolności                                        | 77 308  | 9,59   | 3       | 5,45    |
|                  |                                                      |         |        |         |         |
|                  | Stowarzyszenie „Rodzina Polska”                      | 38 366  | 4,76   | –       | –       |
|                  | Ruch Patriotyczny Ojczyzna                           | 20 552  | 2,55   | –       | –       |
|                  | Konserwatywno-Liberalna Partia Unia Polityki Realnej | 13 928  | 1,73   | –       | –       |
|                  | „Edukacja”                                           | 2728    | 0,34   | –       | –       |
|                  | Stowarzyszenie „Forum Chrześcijańskie”               | 908     | 0,11   | –       | –       |
|                  |                                                      |         |        |         |         |
| Ogółem           | Ogółem                                               | 805 965 | 100,00 | 55      | 100,00  |
| Głosy nieważne   | Głosy nieważne                                       | 82 193  | 9,25   |         |         |
| Frekwencja       | Frekwencja                                           | 888 158 | 43,54  |         |         |

Podział mandatów i rozkład procentowy poparcia w wyniku wyborów z uwzględnieniem podziału na późniejszą koalicję rządzącą w kolejności: ugrupowania zarządu, opozycja sejmikowa i pozasejmikowa (komitety, które nie przekroczyły 1% poparcia w skali województwa, potraktowano zbiorczo) [Marszałek województwa Waldemar Matusewicz, koalicja SLD-PS]:
|     |    |     |    |
| ↓   |    |     |    |
| 24  | 9  | 19  | 3  |
| SLD | PS | AWS | UW |

|     |    |     |    |    |  |  |  |  |
|     |    |     |    |    |  |  |  |  |
| SLD | PS | AWS | UW | RP |  |  |  |  |

| Radni I kadencji | | |                                                                                                |                                                                                                |                                                                                                |                                                                                                |                                                                                                |                                                                                                |
| Nr               | Radni wybrani z list poszczególnych komitetów wyborczych (w nawiasach liczba zdobytych głosów)                               | Radni wybrani z list poszczególnych komitetów wyborczych (w nawiasach liczba zdobytych głosów)                                          | Radni wybrani z list poszczególnych komitetów wyborczych (w nawiasach liczba zdobytych głosów) | Radni wybrani z list poszczególnych komitetów wyborczych (w nawiasach liczba zdobytych głosów) | Radni wybrani z list poszczególnych komitetów wyborczych (w nawiasach liczba zdobytych głosów) | Radni wybrani z list poszczególnych komitetów wyborczych (w nawiasach liczba zdobytych głosów) | Radni wybrani z list poszczególnych komitetów wyborczych (w nawiasach liczba zdobytych głosów) | Radni wybrani z list poszczególnych komitetów wyborczych (w nawiasach liczba zdobytych głosów) |
| 1                | | Sojusz Lewicy Demokratycznej Jerzy Leszczyński (3654) Renata Kubik (3334) Jerzy Kowalski (2734) Henryk Szafranowski (1214)              |                                                                                                | Akcja Wyborcza Solidarność Marek Cieślak (8087) Kazimierz Filipiak (6788) Michał Krzak (4963)  |                                                                                                | Przymierze Społeczne: PSL – UP – KPEiR Stanisław Olas (4176) Wiesław Gołębiewski (2969)        |                                                                                                | Unia Wolności Jacek Białczak (3131)                                                            |
| 2                | Sojusz Lewicy Demokratycznej Tadeusz Rozpara (12 127) Arkadiusz Ciach (8340) Mirosław Olejniczak (2254)                      | Akcja Wyborcza Solidarność Tadeusz Dąbrowski (8914) Grzegorz Stępiński (4908)                                                           |                                                                                                |                                                                                                |                                                                                                |                                                                                                |                                                                                                |                                                                                                |
| 3                | | Akcja Wyborcza Solidarność Jacek Nowacki (4427) Janina Skibicka (4036)                                                                  |                                                                                                | Sojusz Lewicy Demokratycznej Waldemar Matusewicz (9741) Andrzej Rek (3923)                     |                                                                                                | Przymierze Społeczne: PSL – UP – KPEiR Jan Sachrajda (3982)                                    |                                                                                                |                                                                                                |
| 4                | Akcja Wyborcza Solidarność Mirosław Kukliński (12 498) Marek Kowalik (2903) Andrzej Adamowicz (2854)                         | Sojusz Lewicy Demokratycznej Krzysztof Kurzawa (11 234) Dorota Biskupska-Neidowska (4673)                                               | Przymierze Społeczne: PSL – UP – KPEiR Krystyna Ozga (8241) Wiesław Stasiak (3897)             |                                                                                                |                                                                                                |                                                                                                |                                                                                                |                                                                                                |
| 5                | | Sojusz Lewicy Demokratycznej Anna Strzechowska (6996) Janusz Niewiadomski (4993) Mieczysław Teodorczyk (4594) Jerzy Jędrzejewski (3456) |                                                                                                | Akcja Wyborcza Solidarność Andrzej Kern (5362) Bogdan Osiński (3562) Anna Kowalska (2924)      |                                                                                                | Unia Wolności Maria Dmochowska (10 668)                                                        |                                                                                                |                                                                                                |
| 6                | Sojusz Lewicy Demokratycznej Krzysztof Kubasiewicz (6882) Anna Adamska (4078) Stefania Radzikowska (2759) wakat              | Akcja Wyborcza Solidarność Waldemar Krenc (12 368) Marek Pyka (2701) Marek Skrzypiński (2093)                                           | Unia Wolności Ryszard Bonisławski (6406)                                                       |                                                                                                |                                                                                                |                                                                                                |                                                                                                |                                                                                                |
| 7                | Sojusz Lewicy Demokratycznej Marek Krysiak (3416) Jerzy Jarecki (2868) Alfred Matuszewski (2725) Waldemar Śliwkiewicz (2339) | Akcja Wyborcza Solidarność Andrzej Olszewski (7552) Krzysztof Krawczyk (4489)                                                           |                                                                                                | Przymierze Społeczne: PSL – UP – KPEiR Marian Łabędzki (4171)                                  |                                                                                                |                                                                                                |                                                                                                |                                                                                                |
| 8                | | Przymierze Społeczne: PSL – UP – KPEiR Edward Gnat (4702) Andrzej Charzewski (4335) Ewa Biskupska (1189)                                |                                                                                                | Sojusz Lewicy Demokratycznej Waldemar Grażka (5177)                                            |                                                                                                | Akcja Wyborcza Solidarność Jerzy Olejniczak (4774)                                             |                                                                                                |                                                                                                |
|                  | | |                                                                                                |                                                                                                |                                                                                                |                                                                                                |                                                                                                |                                                                                                |

## Wyniki wyborów do Sejmiku Województwa Małopolskiego I kadencji
| Komitet wyborczy | Komitet wyborczy                                     | Głosy     | Głosy  | Mandaty | Mandaty |
| Komitet wyborczy | Komitet wyborczy                                     | Liczba    | %      | Liczba  | %       |
| ---------------- | ---------------------------------------------------- | --------- | ------ | ------- | ------- |
|                  | Akcja Wyborcza Solidarność                           | 458 531   | 45,35  | 38      | 63,33   |
|                  | Sojusz Lewicy Demokratycznej                         | 198 396   | 19,62  | 13      | 21,67   |
|                  | Unia Wolności                                        | 123 339   | 12,20  | 6       | 10,00   |
|                  | Przymierze Społeczne: PSL – UP – KPEiR               | 88 532    | 8,76   | 3       | 5,00    |
|                  |                                                      |           |        |         |         |
|                  | Stowarzyszenie „Rodzina Polska”                      | 60 234    | 5,96   | –       | –       |
|                  | Ruch Patriotyczny Ojczyzna                           | 45 108    | 4,46   | –       | –       |
|                  | „Chrześcijańska Demokracja”                          | 22 411    | 2,22   | –       | –       |
|                  | Konserwatywno-Liberalna Partia Unia Polityki Realnej | 14 224    | 1,41   | –       | –       |
|                  | Polska Wspólnota Narodowa                            | 361       | 0,04   | –       | –       |
|                  |                                                      |           |        |         |         |
| Ogółem           | Ogółem                                               | 1 011 136 | 100,00 | 60      | 100,00  |
| Głosy nieważne   | Głosy nieważne                                       | 98 599    | 8,88   |         |         |
| Frekwencja       | Frekwencja                                           | 1 109 735 | 47,46  |         |         |

Podział mandatów i rozkład procentowy poparcia w wyniku wyborów z uwzględnieniem podziału na późniejsze ugrupowanie rządzące w kolejności: ugrupowanie zarządu, opozycja sejmikowa i pozasejmikowa [Marszałek województwa Marek Nawara, AWS]:
|     |     |    |    |
| ↓   |     |    |    |
| 38  | 13  | 6  | 3  |
| AWS | SLD | UW | PS |

|     |     |    |    |    |     |  |  |  |  |
|     |     |    |    |    |     |  |  |  |  |
| AWS | SLD | UW | PS | RP | RPO |  |  |  |  |

| Radni I kadencji | | |                                                                                                | |                                                                                                |                                                                                                |                                                                                                |                                                                                                |
| Nr               | Radni wybrani z list poszczególnych komitetów wyborczych (w nawiasach liczba zdobytych głosów)                                                                    | Radni wybrani z list poszczególnych komitetów wyborczych (w nawiasach liczba zdobytych głosów)                      | Radni wybrani z list poszczególnych komitetów wyborczych (w nawiasach liczba zdobytych głosów) | Radni wybrani z list poszczególnych komitetów wyborczych (w nawiasach liczba zdobytych głosów)      | Radni wybrani z list poszczególnych komitetów wyborczych (w nawiasach liczba zdobytych głosów) | Radni wybrani z list poszczególnych komitetów wyborczych (w nawiasach liczba zdobytych głosów) | Radni wybrani z list poszczególnych komitetów wyborczych (w nawiasach liczba zdobytych głosów) | Radni wybrani z list poszczególnych komitetów wyborczych (w nawiasach liczba zdobytych głosów) |
| 1                | | Akcja Wyborcza Solidarność Wojciech Grzeszek (11 398) Bogusław Sonik (8724) Krystian Przewłocki (5609)              |                                                                                                | Unia Wolności Tomasz Schoen (16 840) Jan Ostrowski (3052)                                           |                                                                                                | Sojusz Lewicy Demokratycznej Ryszard Zieliński (19 288) Roman Salamon (2133)                   |                                                                                                |                                                                                                |
| 2                | Akcja Wyborcza Solidarność Stefan Jurczak (10 718) Kazimierz Barczyk (10 016) Mieczysław Gil (5529)                                                               | | Sojusz Lewicy Demokratycznej Janina Glanowska-Moskała (3124) Mariusz Brągiel (2185)            | | Unia Wolności Jerzy Fedorowicz (14 382)                                                        |                                                                                                |                                                                                                |                                                                                                |
| 3                | Akcja Wyborcza Solidarność Bolesław Łączyński (8326) Stanisław Chrobak (7385) Andrzej Sęk (5796) Elżbieta Zięba (5610)                                            | | Przymierze Społeczne: PSL – UP – KPEiR Stanisław Kusior (3649)                                 | | Sojusz Lewicy Demokratycznej Andrzej Kasznia (2219)                                            |                                                                                                | Unia Wolności Jerzy Pantera (2807)                                                             |                                                                                                |
| 4                | Akcja Wyborcza Solidarność Andrzej Szkaradek (29 368) Stanisław Kogut (10 611) Stanisław Młyński (8257) Witold Kochan (6657) Witold Kozłowski (5937) wakat        | | Sojusz Lewicy Demokratycznej Andrzej Orchel (1844)                                             | |                                                                                                |                                                                                                |                                                                                                |                                                                                                |
| 5                | Akcja Wyborcza Solidarność Czesław Kwaśniak (16 140) Artur Kozioł (11 763) Tadeusz Borkowski (5328) Józef Mroczek (5203)                                          | | Przymierze Społeczne: PSL – UP – KPEiR Stanisław Gruszkowski (3298)                            | | Sojusz Lewicy Demokratycznej Ryszard Grodny (6589)                                             |                                                                                                |                                                                                                |                                                                                                |
| 6                | Akcja Wyborcza Solidarność Kazimierz Dzielski (14 509) Tadeusz Patalita (12 507) Andrzej Gut (9606) Jan Sułkowski (7591) Ewa Iwulska (4995) Marek Adamczyk (4800) | | Unia Wolności Czesław Borowicz (4144)                                                          | |                                                                                                |                                                                                                |                                                                                                |                                                                                                |
| 7                | Akcja Wyborcza Solidarność Ewa Filipiak (18 153) Andrzej Sasuła (7897) Marcin Pawlak (7843) Jacek Radwan (7052) Rafał Stuglik (6598) Marek Łatas (4823)           | | Sojusz Lewicy Demokratycznej Janusz Ślesak (4180)                                              | |                                                                                                |                                                                                                |                                                                                                |                                                                                                |
| 8                | Akcja Wyborcza Solidarność Marek Nawara (12 038) Jan Żebrak (4159) Leszek Klus (3478)                                                                             | Sojusz Lewicy Demokratycznej Wojciech Waśniowski (8322)                                                             |                                                                                                | Przymierze Społeczne: PSL – UP – KPEiR Andrzej Bajołek (1514)                                       |                                                                                                |                                                                                                |                                                                                                |                                                                                                |
| 9                | | Sojusz Lewicy Demokratycznej Marek Dąbek (17 076) Andrzej Telka (10 800) Jerzy Motyka (5883) Krystyna Górniś (4574) |                                                                                                | Akcja Wyborcza Solidarność Stanisław Deja (12 465) Tomasz Matula (5609) Stanisława Jankowicz (4635) |                                                                                                | Unia Wolności Stanisław Potocki (3629)                                                         |                                                                                                |                                                                                                |
|                  | | |                                                                                                | |                                                                                                |                                                                                                |                                                                                                |                                                                                                |

## Wyniki wyborów do Sejmiku Województwa Mazowieckiego I kadencji
| Komitet wyborczy | Komitet wyborczy                            | Głosy     | Głosy  | Mandaty | Mandaty |
| Komitet wyborczy | Komitet wyborczy                            | Liczba    | %      | Liczba  | %       |
| ---------------- | ------------------------------------------- | --------- | ------ | ------- | ------- |
|                  | Akcja Wyborcza Solidarność                  | 497 853   | 33,42  | 32      | 40,00   |
|                  | Sojusz Lewicy Demokratycznej                | 465 285   | 31,24  | 30      | 37,50   |
|                  | Przymierze Społeczne: PSL – UP – KPEiR      | 220 221   | 14,78  | 11      | 13,75   |
|                  | Unia Wolności                               | 167 873   | 11,27  | 6       | 7,50    |
|                  | Stowarzyszenie „Rodzina Polska”             | 82 535    | 5,54   | 1       | 1,25    |
|                  |                                             |           |        |         |         |
|                  | Ruch Patriotyczny Ojczyzna                  | 39 979    | 2,68   | –       | –       |
|                  | Porozumienie Warszawskiej Rady Gospodarczej | 4395      | 0,30   | –       | –       |
|                  | Okręg Polskiego Związku Wędkarskiego        | 3814      | 0,26   | –       | –       |
|                  | „Samorząd Obywatelski”                      | 3013      | 0,20   | –       | –       |
|                  | „Samorząd Obywatelski i Międzyparafialny”   | 2461      | 0,17   | –       | –       |
|                  | Niezależni dla Niepełnosprawnych i Emerytów | 1309      | 0,09   | –       | –       |
|                  | „Przedwiośnie-Niezależni”                   | 860       | 0,06   | –       | –       |
|                  |                                             |           |        |         |         |
| Ogółem           | Ogółem                                      | 1 489 598 | 100,00 | 80      | 100,00  |
| Głosy nieważne   | Głosy nieważne                              | 197 012   | 11,68  |         |         |
| Frekwencja       | Frekwencja                                  | 1 686 610 | 44,30  |         |         |

Podział mandatów i rozkład procentowy poparcia w wyniku wyborów z uwzględnieniem podziału na późniejszą koalicję rządzącą w kolejności: ugrupowania zarządu, opozycja sejmikowa i pozasejmikowa (komitety, które nie przekroczyły 1% poparcia w skali województwa, potraktowano zbiorczo) [Marszałek województwa Zbigniew Kuźmiuk, koalicja SLD-PS]:
|     |    |     |    |   |
| ↓   |    |     |    |   |
| 30  | 11 | 32  | 6  | 1 |
| SLD | PS | AWS | UW |   |

|     |    |     |    |    |  |  |  |
|     |    |     |    |    |  |  |  |
| SLD | PS | AWS | UW | RP |  |  |  |

| Radni I kadencji | | |                                                                                                |                                                                                                |                                                                                                |                                                                                                |                                                                                                |                                                                                                |
| Nr               | Radni wybrani z list poszczególnych komitetów wyborczych (w nawiasach liczba zdobytych głosów)                                      | Radni wybrani z list poszczególnych komitetów wyborczych (w nawiasach liczba zdobytych głosów)                           | Radni wybrani z list poszczególnych komitetów wyborczych (w nawiasach liczba zdobytych głosów) | Radni wybrani z list poszczególnych komitetów wyborczych (w nawiasach liczba zdobytych głosów) | Radni wybrani z list poszczególnych komitetów wyborczych (w nawiasach liczba zdobytych głosów) | Radni wybrani z list poszczególnych komitetów wyborczych (w nawiasach liczba zdobytych głosów) | Radni wybrani z list poszczególnych komitetów wyborczych (w nawiasach liczba zdobytych głosów) | Radni wybrani z list poszczególnych komitetów wyborczych (w nawiasach liczba zdobytych głosów) |
| 1                | | Sojusz Lewicy Demokratycznej Włodzimierz Nieporęt (21 326) Ewa Petelska (11 206) Ryszard Grodzicki (6856)                |                                                                                                | Akcja Wyborcza Solidarność Krzysztof Mularczyk (16 148) Jolanta Marcinkowska-Koranowicz (8336) |                                                                                                | Unia Wolności Krzysztof Dołowy (14 072)                                                        |                                                                                                |                                                                                                |
| 2                | | Akcja Wyborcza Solidarność Maciej Gielecki (13 857) Ewa Tomaszewska (11 166) Jan Parys (10 553)                          |                                                                                                | Sojusz Lewicy Demokratycznej Marian Woronin (26 424) Ewa Gołębiowska (6952)                    | Unia Wolności Andrzej Borkowski (5132)                                                         |                                                                                                |                                                                                                |                                                                                                |
| 3                | Akcja Wyborcza Solidarność Zbigniew Eysmont (11 977) Piotr Wójcik (6074) Waldemar Chrostowski (5516)                                | Sojusz Lewicy Demokratycznej Krzysztof Czeszejko-Sochacki (16 581) Wanda Nowicka (4515)                                  | Unia Wolności Jan Artymowski (8669)                                                            |                                                                                                |                                                                                                |                                                                                                |                                                                                                |                                                                                                |
| 4                | Akcja Wyborcza Solidarność Maciej Jankowski (35 904) Włodzimierz Dobrowolski (8174) Wanda Krajewska-Hofman (4601) Jan Dworak (2498) | Sojusz Lewicy Demokratycznej Zuzanna Dąbrowska-Ikonowicz (12 276) Ireneusz Tondera (4282) Roman Nowicki (2834)           | Unia Wolności Piotr Fogler (9768)                                                              |                                                                                                |                                                                                                |                                                                                                |                                                                                                |                                                                                                |
| 5                | Akcja Wyborcza Solidarność Grzegorz Wysocki (12 308) Ewa Mańkowska (7085) Marek Paradowski (5218)                                   | Sojusz Lewicy Demokratycznej Wojciech Siemion (18 212) Leszek Kwiatek (4150) Grzegorz Kłosowski (3959)                   | Unia Wolności Andrzej Urbanik (5456)                                                           |                                                                                                |                                                                                                |                                                                                                |                                                                                                |                                                                                                |
| 6                | Akcja Wyborcza Solidarność Henryk Goryszewski (16 279) Piotr Smogorzewski (5517) Andrzej Łuszczewski (4694)                         | Sojusz Lewicy Demokratycznej Jolanta Gontarczyk (11 316) Marek Papuga (6923)                                             |                                                                                                | Stowarzyszenie „Rodzina Polska” Henryka Piwowar (1904)                                         |                                                                                                |                                                                                                |                                                                                                |                                                                                                |
| 7                | | Sojusz Lewicy Demokratycznej Rajmund Szwonder (8200) Marian Popis (4813) Marek Stępień (3548) Wiesław Matuszewski (3491) |                                                                                                | Akcja Wyborcza Solidarność Marek Siwiec (15 013) Jacenty Dejniak (5593) Bogdan Zawadzki (3709) |                                                                                                | Przymierze Społeczne: PSL – UP – KPEiR Tadeusz Balcerowski (3404) Bogumił Ferensztajn (3171)   |                                                                                                | Unia Wolności Andrzej Pleśniewicz (1588)                                                       |
| 8                | | Akcja Wyborcza Solidarność Wojciech Błażejczyk (10 734) Andrzej Kojro (4853)                                             |                                                                                                | Sojusz Lewicy Demokratycznej Stanisław Śledziewski (6899) Jan Górski (3564)                    | Przymierze Społeczne: PSL – UP – KPEiR Michał Strąk (7326)                                     |                                                                                                |                                                                                                |                                                                                                |
| 9                | Akcja Wyborcza Solidarność Andrzej Korzeb (11 324) Andrzej Brochocki (4749)                                                         | | Przymierze Społeczne: PSL – UP – KPEiR Marian Krupiński (2241) Janusz Wierzbicki (1787)        |                                                                                                | Sojusz Lewicy Demokratycznej Jan Hawrylewicz (6239)                                            |                                                                                                |                                                                                                |                                                                                                |
| 10               | Akcja Wyborcza Solidarność Jacek Duchnowski (11 752) Ryszard Żukowski (4023)                                                        | Przymierze Społeczne: PSL – UP – KPEiR Jerzy Dobek (2668) Bogdan Tański (868)                                            | Sojusz Lewicy Demokratycznej Bronisław Angielczyk (4111)                                       |                                                                                                |                                                                                                |                                                                                                |                                                                                                |                                                                                                |
| 11               | | Sojusz Lewicy Demokratycznej Jerzy Król (15 358) Andrzej Rutkowski (7435)                                                |                                                                                                | Akcja Wyborcza Solidarność Henryk Kowalczyk (12 158) Piotr Wójcik (3893)                       |                                                                                                | Przymierze Społeczne: PSL – UP – KPEiR Aleksander Sopliński (5902)                             |                                                                                                |                                                                                                |
| 12               | Sojusz Lewicy Demokratycznej Zofia Kapturowska (5286) Marian Rodzeń (4544) Małgorzata Rybicka (3369)                                | | Przymierze Społeczne: PSL – UP – KPEiR Adam Struzik (19 983) Henryk Kisielewski (2413)         |                                                                                                | Akcja Wyborcza Solidarność Krzysztof Zywer (7256)                                              |                                                                                                |                                                                                                |                                                                                                |
| 13               | | Akcja Wyborcza Solidarność Andrzej Smirnow (11 825) Marek Wąsik (4668)                                                   |                                                                                                | Sojusz Lewicy Demokratycznej Janusz Rolicki (7066) Jan Chojnacki (4679)                        |                                                                                                | Przymierze Społeczne: PSL – UP – KPEiR Wiesław Czarnecki (2778)                                |                                                                                                |                                                                                                |
|                  | | |                                                                                                |                                                                                                |                                                                                                |                                                                                                |                                                                                                |                                                                                                |

## Wyniki wyborów do Sejmiku Województwa Opolskiego I kadencji
| Komitet wyborczy | Komitet wyborczy                                      | Głosy   | Głosy  | Mandaty | Mandaty |
| Komitet wyborczy | Komitet wyborczy                                      | Liczba  | %      | Liczba  | %       |
| ---------------- | ----------------------------------------------------- | ------- | ------ | ------- | ------- |
|                  | Sojusz Lewicy Demokratycznej                          | 78 994  | 24,59  | 14      | 31,11   |
|                  | Mniejszość Niemiecka                                  | 67 921  | 21,15  | 13      | 28,89   |
|                  | Akcja Wyborcza Solidarność                            | 74 514  | 23,20  | 11      | 24,44   |
|                  | Unia Wolności                                         | 36 188  | 11,27  | 4       | 8,89    |
|                  | Przymierze Społeczne: PSL – UP – KPEiR                | 29 103  | 9,06   | 3       | 6,67    |
|                  |                                                       |         |        |         |         |
|                  | Stowarzyszenie „Rodzina Polska”                       | 16 269  | 5,07   | –       | –       |
|                  | Obywatelski Komitet Obrony Opolszczyzny OKOOP w Opolu | 11 533  | 3,59   | –       | –       |
|                  | Ruch Patriotyczny Ojczyzna                            | 6664    | 2,07   | –       | –       |
|                  |                                                       |         |        |         |         |
| Ogółem           | Ogółem                                                | 321 186 | 100,00 | 45      | 100,00  |
| Głosy nieważne   | Głosy nieważne                                        | 28 595  | 8,18   |         |         |
| Frekwencja       | Frekwencja                                            | 349 781 | 43,58  |         |         |

Podział mandatów i rozkład procentowy poparcia w wyniku wyborów z uwzględnieniem podziału na późniejszą koalicję rządzącą w kolejności: ugrupowania zarządu, opozycja sejmikowa i pozasejmikowa [Marszałek województwa Stanisław Jałowiecki, koalicja MN-AWS-UW]:
|    |     |    |     |    |
| ↓  |     |    |     |    |
| 13 | 11  | 4  | 14  | 3  |
| MN | AWS | UW | SLD | PS |

|    |     |    |     |    |    |  |  |  |
|    |     |    |     |    |    |  |  |  |
| MN | AWS | UW | SLD | PS | RP |  |  |  |

| Radni I kadencji | | |                                                                                                |                                                                                                |                                                                                                |                                                                                                |                                                                                                |                                                                                                |
| Nr               | Radni wybrani z list poszczególnych komitetów wyborczych (w nawiasach liczba zdobytych głosów)                 | Radni wybrani z list poszczególnych komitetów wyborczych (w nawiasach liczba zdobytych głosów)                              | Radni wybrani z list poszczególnych komitetów wyborczych (w nawiasach liczba zdobytych głosów) | Radni wybrani z list poszczególnych komitetów wyborczych (w nawiasach liczba zdobytych głosów) | Radni wybrani z list poszczególnych komitetów wyborczych (w nawiasach liczba zdobytych głosów) | Radni wybrani z list poszczególnych komitetów wyborczych (w nawiasach liczba zdobytych głosów) | Radni wybrani z list poszczególnych komitetów wyborczych (w nawiasach liczba zdobytych głosów) | Radni wybrani z list poszczególnych komitetów wyborczych (w nawiasach liczba zdobytych głosów) |
| 1                | | Sojusz Lewicy Demokratycznej Andrzej Spór (5645) Barbara Dębska (3084)                                                      |                                                                                                | Akcja Wyborcza Solidarność Kazimiera Bogdanowicz (2857) Krzysztof Puszczewicz (1803)           |                                                                                                | Przymierze Społeczne: PSL – UP – KPEiR Zygmunt Zubek (2000)                                    |                                                                                                | Unia Wolności Maria Wojtczak (2250)                                                            |
| 2                | | Akcja Wyborcza Solidarność Norbert Krajczy (6172) Mieczysław Walkiewicz (5398)                                              |                                                                                                | Sojusz Lewicy Demokratycznej Janusz Sawczuk (4241) Jan Szawdylas (2583)                        |                                                                                                | Unia Wolności Bogusław Wierdak (3321)                                                          |                                                                                                | Przymierze Społeczne: PSL – UP – KPEiR Andrzej Misz (1592)                                     |
| 3                | | Sojusz Lewicy Demokratycznej Remigiusz Promny (1547) Krzysztof Pająk (898) Marek Bartoszewicz (775)                         |                                                                                                | Akcja Wyborcza Solidarność Stanisław Jałowiecki (3330)                                         | Unia Wolności Leon Troniewski (2028)                                                           |                                                                                                |                                                                                                |                                                                                                |
| 4                | | Mniejszość Niemiecka Józef Kotyś (5395) Leonard Cebula (2953) Antoni Kost (2238) Joachim Jelito (2173) Ryszard Galla (2050) | Akcja Wyborcza Solidarność Ryszard Zembaczyński (10 160) Stanisław Podwiński (1048)            |                                                                                                | Sojusz Lewicy Demokratycznej Norbert Lysek (3077) Tomasz Olszewski (2068)                      |                                                                                                |                                                                                                |                                                                                                |
| 5                | Mniejszość Niemiecka Edward Flak (6131) Hubert Beier (2033)                                                    | | Sojusz Lewicy Demokratycznej Jerzy Kuźniak (2717) Waldemar Niewczas (2154)                     |                                                                                                | Akcja Wyborcza Solidarność Waldemar Kościelny (2267)                                           |                                                                                                | Przymierze Społeczne: PSL – UP – KPEiR Jacek Pawlicki (2787)                                   |                                                                                                |
| 6                | Mniejszość Niemiecka Ryszard Donitza (4366) Maria Urbaniec (3777) Dieter Przewdzing (2496) Maria Tomala (2147) | Sojusz Lewicy Demokratycznej Witold Korczak (1637)                                                                          | Akcja Wyborcza Solidarność Tadeusz Ryśnik (1086)                                               |                                                                                                |                                                                                                |                                                                                                |                                                                                                |                                                                                                |
| 7                | | Akcja Wyborcza Solidarność Zbigniew Ziółko (2543) Wiesław Pawłowski (2250)                                                  | Sojusz Lewicy Demokratycznej Andrzej Mazur (3694) Józef Piechota (2899)                        |                                                                                                | Mniejszość Niemiecka Winfred Mleczko (3024) Bruno Kosak (2204)                                 |                                                                                                | Unia Wolności Józef Sebesta (2252)                                                             |                                                                                                |
|                  | | |                                                                                                |                                                                                                |                                                                                                |                                                                                                |                                                                                                |                                                                                                |

## Wyniki wyborów do Sejmiku Województwa Podkarpackiego I kadencji
| Komitet wyborczy | Komitet wyborczy                       | Głosy   | Głosy  | Mandaty | Mandaty |
| Komitet wyborczy | Komitet wyborczy                       | Liczba  | %      | Liczba  | %       |
| ---------------- | -------------------------------------- | ------- | ------ | ------- | ------- |
|                  | Akcja Wyborcza Solidarność             | 321 897 | 46,47  | 31      | 62,00   |
|                  | Sojusz Lewicy Demokratycznej           | 132 207 | 19,08  | 10      | 20,00   |
|                  | Przymierze Społeczne: PSL – UP – KPEiR | 108 418 | 15,65  | 8       | 16,00   |
|                  | Ruch Patriotyczny Ojczyzna             | 49 495  | 7,14   | 1       | 2,00    |
|                  |                                        |         |        |         |         |
|                  | Unia Wolności                          | 41 217  | 5,95   | –       | –       |
|                  | Stowarzyszenie „Rodzina Polska”        | 37 605  | 5,43   | –       | –       |
|                  | Krośnieńskie Forum Gospodarcze         | 1914    | 0,28   | –       | –       |
|                  |                                        |         |        |         |         |
| Ogółem           | Ogółem                                 | 692 753 | 100,00 | 50      | 100,00  |
| Głosy nieważne   | Głosy nieważne                         | 65 815  | 8,68   |         |         |
| Frekwencja       | Frekwencja                             | 758 568 | 49,99  |         |         |

Podział mandatów i rozkład procentowy poparcia w wyniku wyborów z uwzględnieniem podziału na późniejsze ugrupowanie rządzące w kolejności: ugrupowanie zarządu, opozycja sejmikowa i pozasejmikowa [Marszałek województwa Bogdan Rzońca, AWS]:
|     |     |    |   |
| ↓   |     |    |   |
| 32  | 10  | 8  | 1 |
| AWS | SLD | PS |   |

|     |     |    |     |    |    |  |  |
|     |     |    |     |    |    |  |  |
| AWS | SLD | PS | RPO | UW | RP |  |  |

| Radni I kadencji | | |                                                                                                |                                                                                                |                                                                                                |                                                                                                |                                                                                                |                                                                                                |
| Nr               | Radni wybrani z list poszczególnych komitetów wyborczych (w nawiasach liczba zdobytych głosów)                                                  | Radni wybrani z list poszczególnych komitetów wyborczych (w nawiasach liczba zdobytych głosów)                                                                            | Radni wybrani z list poszczególnych komitetów wyborczych (w nawiasach liczba zdobytych głosów) | Radni wybrani z list poszczególnych komitetów wyborczych (w nawiasach liczba zdobytych głosów) | Radni wybrani z list poszczególnych komitetów wyborczych (w nawiasach liczba zdobytych głosów) | Radni wybrani z list poszczególnych komitetów wyborczych (w nawiasach liczba zdobytych głosów) | Radni wybrani z list poszczególnych komitetów wyborczych (w nawiasach liczba zdobytych głosów) | Radni wybrani z list poszczególnych komitetów wyborczych (w nawiasach liczba zdobytych głosów) |
| 1                | | Akcja Wyborcza Solidarność Stanisław Odój (9324) Wojciech Buczak (8117) Zdzisław Banat (4635) Bogusław Krzanowski (3942) Bogusław Kida (3585) Stanisław Ossoliński (3376) |                                                                                                | Sojusz Lewicy Demokratycznej Stanisław Rusznica (6524) Jan Kurp (4458)                         |                                                                                                |                                                                                                |                                                                                                |                                                                                                |
| 2                | Akcja Wyborcza Solidarność Stefan Bieszczad (11 989) Stanisław Chmura (11 114) Władysław Ortyl (8012) Tadeusz Marek (7458) Ludwika Miąso (5805) | | Przymierze Społeczne: PSL – UP – KPEiR Jan Pieniądz (8424) Stanisław Bieszczad (3556)          |                                                                                                | Sojusz Lewicy Demokratycznej Mieczysław Kosiba (4343) Marian Bąk (3734)                        |                                                                                                |                                                                                                |                                                                                                |
| 3                | Akcja Wyborcza Solidarność Andrzej Kaczmarek (8315) Dariusz Kłeczek (6270) Leonard Fryc (4754) Wiktor Stasiak (4303) Zygmunt Cholewiński (3778) | | Sojusz Lewicy Demokratycznej Mieczysław Figura (5220) Kazimierz Wojas (4279)                   |                                                                                                | Przymierze Społeczne: PSL – UP – KPEiR Paweł Stawowy (5578)                                    |                                                                                                |                                                                                                |                                                                                                |
| 4                | Akcja Wyborcza Solidarność Jan Sołek (10 993) Elżbieta Inglot-Ulman (9605) Stanisław Bartnik (9082) Maria Balawejder-Śliwa (5742)               | | Przymierze Społeczne: PSL – UP – KPEiR Jan Burek (1986)                                        |                                                                                                |                                                                                                |                                                                                                |                                                                                                |                                                                                                |
| 5                | Akcja Wyborcza Solidarność Andrzej Buczek (7341) Marek Kamiński (3861) Andrzej Matusiewicz (3160)                                               | Przymierze Społeczne: PSL – UP – KPEiR Zbigniew Słotwiński (2910) Zbigniew Ćwik (1233)                                                                                    |                                                                                                | Sojusz Lewicy Demokratycznej Edward Dziaduła (6025) Krystian Mirski (4668)                     |                                                                                                | Ruch Patriotyczny Ojczyzna Kazimierz Ziobro (3123)                                             |                                                                                                |                                                                                                |
| 6                | Akcja Wyborcza Solidarność Marek Ćwiąkała (5097) Krzysztof Święch (4600) Jacek Zając (4418)                                                     | | Sojusz Lewicy Demokratycznej Andrzej Jurek (1554)                                              |                                                                                                | Przymierze Społeczne: PSL – UP – KPEiR Stanisław Fal (2405)                                    |                                                                                                |                                                                                                |                                                                                                |
| 7                | Akcja Wyborcza Solidarność Bogdan Rzońca (17 516) Jerzy Borcz (6874) Jan Krzanowski (4886) Andrzej Kozioł (4746) Wacław Krzanowski (2184)       | Sojusz Lewicy Demokratycznej Stanisław Jucha (5372) | Przymierze Społeczne: PSL – UP – KPEiR Piotr Komornicki (2981)                                 |                                                                                                |                                                                                                |                                                                                                |                                                                                                |                                                                                                |
|                  | | |                                                                                                |                                                                                                |                                                                                                |                                                                                                |                                                                                                |                                                                                                |

## Wyniki wyborów do Sejmiku Województwa Podlaskiego I kadencji
| Komitet wyborczy | Komitet wyborczy                       | Głosy   | Głosy  | Mandaty | Mandaty |
| Komitet wyborczy | Komitet wyborczy                       | Liczba  | %      | Liczba  | %       |
| ---------------- | -------------------------------------- | ------- | ------ | ------- | ------- |
|                  | Akcja Wyborcza Solidarność             | 156 169 | 42,57  | 25      | 55,56   |
|                  | Sojusz Lewicy Demokratycznej           | 103 567 | 28,23  | 13      | 28,89   |
|                  | Przymierze Społeczne: PSL – UP – KPEiR | 47 801  | 13,03  | 5       | 11,11   |
|                  | Unia Wolności                          | 27 828  | 7,59   | 2       | 4,44    |
|                  |                                        |         |        |         |         |
|                  | Ruch Patriotyczny Ojczyzna             | 20 474  | 5,58   | –       | –       |
|                  | Stowarzyszenie „Rodzina Polska”        | 11 040  | 3,01   | –       | –       |
|                  |                                        |         |        |         |         |
| Ogółem           | Ogółem                                 | 366 879 | 100,00 | 45      | 100,00  |
| Głosy nieważne   | Głosy nieważne                         | 30 785  | 7,74   |         |         |
| Frekwencja       | Frekwencja                             | 397 664 | 44,38  |         |         |

Podział mandatów i rozkład procentowy poparcia w wyniku wyborów z uwzględnieniem podziału na późniejsze ugrupowanie rządzące w kolejności: ugrupowanie zarządu, opozycja sejmikowa i pozasejmikowa [Marszałek województwa Sławomir Zgrzywa, AWS]:
|     |     |    |    |
| ↓   |     |    |    |
| 25  | 13  | 5  | 2  |
| AWS | SLD | PS | UW |

|     |     |    |    |     |    |  |
|     |     |    |    |     |    |  |
| AWS | SLD | PS | UW | RPO | RP |  |

| Radni I kadencji | | |                                                                                                |                                                                                                |                                                                                                |                                                                                                |                                                                                                |                                                                                                |
| Nr               | Radni wybrani z list poszczególnych komitetów wyborczych (w nawiasach liczba zdobytych głosów)                                                                                    | Radni wybrani z list poszczególnych komitetów wyborczych (w nawiasach liczba zdobytych głosów)                                                     | Radni wybrani z list poszczególnych komitetów wyborczych (w nawiasach liczba zdobytych głosów) | Radni wybrani z list poszczególnych komitetów wyborczych (w nawiasach liczba zdobytych głosów) | Radni wybrani z list poszczególnych komitetów wyborczych (w nawiasach liczba zdobytych głosów) | Radni wybrani z list poszczególnych komitetów wyborczych (w nawiasach liczba zdobytych głosów) | Radni wybrani z list poszczególnych komitetów wyborczych (w nawiasach liczba zdobytych głosów) | Radni wybrani z list poszczególnych komitetów wyborczych (w nawiasach liczba zdobytych głosów) |
| 1                | | Akcja Wyborcza Solidarność Mirosław Hartung (2521) Marek Domagała (2110)                                                                           |                                                                                                | Sojusz Lewicy Demokratycznej Janusz Krzyżewski (2369)                                          |                                                                                                | Unia Wolności Cezary Cieślukowski (3698)                                                       |                                                                                                | Przymierze Społeczne: PSL – UP – KPEiR Szczepan Ołdakowski (1330)                              |
| 2                | Akcja Wyborcza Solidarność Dariusz Ciszewski (4178) Czesław Oszer (2496) Marian Waszkiewicz (1904)                                                                                | Sojusz Lewicy Demokratycznej Tadeusz Jagłowski (2030)                                                                                              |                                                                                                | Przymierze Społeczne: PSL – UP – KPEiR Adam Dobroński (1783)                                   |                                                                                                |                                                                                                |                                                                                                |                                                                                                |
| 3                | Akcja Wyborcza Solidarność Elżbieta Kaufman-Suszko (3077) Adam Szczepanowski (2605) Andrzej Chwalibóg (1803) Jerzy Lach (1585) Tadeusz Waśniewski (1271) Marek Drożdżewicz (1238) | Sojusz Lewicy Demokratycznej Zbigniew Krzywicki (7076) Zofia Trancygier-Koczuk (1071) Rościsław Borowski (997) Piotr Dmitruk (931)                 |                                                                                                | Unia Wolności Jerzy Kopania (3205)                                                             |                                                                                                |                                                                                                |                                                                                                |                                                                                                |
| 4                | Akcja Wyborcza Solidarność Edmund Suchodolski (5280) Jacek Sak (3248) Aleksander Usakiewicz (2523) Wacław Muszyński (2184)                                                        | Sojusz Lewicy Demokratycznej Mirosław Czykwin (2505)                                                                                               |                                                                                                |                                                                                                |                                                                                                |                                                                                                |                                                                                                |                                                                                                |
| 5                | | Sojusz Lewicy Demokratycznej Aleksander Sielicki (1779) Jan Zieniuk (1313) Jerzy Panasiuk (793) Witaliusz Lewczuk (651)                            |                                                                                                | Akcja Wyborcza Solidarność Marian Łuczaj (4485) Andrzej Olędzki (3635)                         |                                                                                                |                                                                                                |                                                                                                |                                                                                                |
| 6                | | Akcja Wyborcza Solidarność Sławomir Zgrzywa (7071) Marek Kaczyński (5456) Marian Przeździecki (5083) Józef Zajkowski (3541) Józef Wyszyński (3425) |                                                                                                | Sojusz Lewicy Demokratycznej Jan Netter (3529) Antoni Kondrat (1807)                           |                                                                                                | Przymierze Społeczne: PSL – UP – KPEiR Tomasz Gietek (1862)                                    |                                                                                                |                                                                                                |
| 7                | Akcja Wyborcza Solidarność Józef Mozolewski (4904) Andrzej Kozikowski (3223) Kazimierz Gwiazdowski (2813)                                                                         | | Przymierze Społeczne: PSL – UP – KPEiR Mieczysław Bagiński (6005) Antoni Jurski (1675)         |                                                                                                |                                                                                                |                                                                                                |                                                                                                |                                                                                                |
|                  | | |                                                                                                |                                                                                                |                                                                                                |                                                                                                |                                                                                                |                                                                                                |

## Wyniki wyborów do Sejmiku Województwa Pomorskiego I kadencji
| Komitet wyborczy | Komitet wyborczy                                                                  | Głosy   | Głosy  | Mandaty | Mandaty |
| Komitet wyborczy | Komitet wyborczy                                                                  | Liczba  | %      | Liczba  | %       |
| ---------------- | --------------------------------------------------------------------------------- | ------- | ------ | ------- | ------- |
|                  | Akcja Wyborcza Solidarność                                                        | 292 344 | 42,11  | 27      | 54,00   |
|                  | Sojusz Lewicy Demokratycznej                                                      | 184 243 | 26,54  | 16      | 32,00   |
|                  | Unia Wolności                                                                     | 85 229  | 12,28  | 5       | 10,00   |
|                  | Przymierze Społeczne: PSL – UP – KPEiR                                            | 48 864  | 7,04   | 2       | 4,00    |
|                  |                                                                                   |         |        |         |         |
|                  | Stowarzyszenie „Rodzina Polska”                                                   | 41 006  | 5,91   | –       | –       |
|                  | Konserwatywno-Liberalna Partia Unia Polityki Realnej                              | 16 686  | 2,40   | –       | –       |
|                  | Chrześcijańska Demokracja III Rzeczypospolitej Polskiej                           | 11 800  | 1,70   | –       | –       |
|                  | Ruch Patriotyczny Ojczyzna                                                        | 11 282  | 1,63   | –       | –       |
|                  | Stowarzyszenie Społeczno-Gospodarcze „Przymierze Ziemi Zaborskiej 2010” w Brusach | 2716    | 0,39   | –       | –       |
|                  |                                                                                   |         |        |         |         |
| Ogółem           | Ogółem                                                                            | 694 170 | 100,00 | 50      | 100,00  |
| Głosy nieważne   | Głosy nieważne                                                                    | 55 515  | 8,00   |         |         |
| Frekwencja       | Frekwencja                                                                        | 749 685 | 47,39  |         |         |

Podział mandatów i rozkład procentowy poparcia w wyniku wyborów z uwzględnieniem podziału na późniejszą koalicję rządzącą w kolejności: ugrupowania zarządu, opozycja sejmikowa i pozasejmikowa [Marszałek województwa Jan Zarębski, koalicja AWS-UW]:
|     |    |     |    |
| ↓   |    |     |    |
| 27  | 5  | 16  | 2  |
| AWS | UW | SLD | PS |

|     |    |     |    |    |  |  |  |  |  |
|     |    |     |    |    |  |  |  |  |  |
| AWS | UW | SLD | PS | RP |  |  |  |  |  |

| Radni I kadencji | | |                                                                                                |                                                                                                |                                                                                                |                                                                                                |
| Nr               | Radni wybrani z list poszczególnych komitetów wyborczych (w nawiasach liczba zdobytych głosów)                                                  | Radni wybrani z list poszczególnych komitetów wyborczych (w nawiasach liczba zdobytych głosów)                                                                                                | Radni wybrani z list poszczególnych komitetów wyborczych (w nawiasach liczba zdobytych głosów) | Radni wybrani z list poszczególnych komitetów wyborczych (w nawiasach liczba zdobytych głosów) | Radni wybrani z list poszczególnych komitetów wyborczych (w nawiasach liczba zdobytych głosów) | Radni wybrani z list poszczególnych komitetów wyborczych (w nawiasach liczba zdobytych głosów) |
| 1                | | Sojusz Lewicy Demokratycznej Andrzej Szczepański (8864) Jerzy Szczukowski (3235) |                                                                                                | Akcja Wyborcza Solidarność Władysława Łangowska (4555) Jerzy Fijas (4383)                      |                                                                                                | Przymierze Społeczne: PSL – UP – KPEiR Aleksander Gappa (3717)                                 |
| 2                | Sojusz Lewicy Demokratycznej Paweł Kasprzyk (8436) Maciej Kobyliński (7739) Halina Gesse (2897)                                                 | Akcja Wyborcza Solidarność Andrzej Sapiński (4375) Stanisław Łach (4137) |                                                                                                | Unia Wolności Jerzy Lisiecki (1586)                                                            |                                                                                                |                                                                                                |
| 3                | | Akcja Wyborcza Solidarność Brunon Synak (11 511) Tadeusz Kobiela (10 720) Mieczysław Struk (8816) Kazimierz Klawiter (8422) Tadeusz Haase (6905) Józef Bela (5624) Benedykt Karczewski (2748) |                                                                                                | Sojusz Lewicy Demokratycznej Zbigniew Walczak (4869)                                           | Unia Wolności Jan Dittrich (4837)                                                              |                                                                                                |
| 4                | Akcja Wyborcza Solidarność Jerzy Grzywacz (2632) Krzysztof Adamczyk (2013) Rafał Olszewski (1782) Małgorzata Gładysz (1741) Joanna Rudnik (809) | Sojusz Lewicy Demokratycznej Krzysztof Konkol (1350) Edward Krajczyński (1245) |                                                                                                |                                                                                                |                                                                                                |                                                                                                |
| 5                | Akcja Wyborcza Solidarność Jacek Kurski (14 004) Piotr Soyka (8816) Zofia Kałdońska (2085)                                                      | Sojusz Lewicy Demokratycznej Henryk Wojciechowski (10 102) Danuta Kledzik (1906) |                                                                                                | Unia Wolności Bogdan Lis (6417)                                                                |                                                                                                |                                                                                                |
| 6                | Akcja Wyborcza Solidarność Grzegorz Grzelak (10 366) Jan Zarębski (8097) Jarosław Zieliński (2281)                                              | Sojusz Lewicy Demokratycznej Wanda Kustrzeba (4314) | Unia Wolności Robert Głębocki (5848)                                                           |                                                                                                |                                                                                                |                                                                                                |
| 7                | Akcja Wyborcza Solidarność Jan Kulas (17 583) Danuta Makowska (5234) Mirosław Mironowicz (4305) Mirosław Ciechanowski (3122)                    | Sojusz Lewicy Demokratycznej Jerzy Jaworski (3615) Andrzej Lipka (2447) |                                                                                                | Przymierze Społeczne: PSL – UP – KPEiR Andrzej Stanuch (1783)                                  |                                                                                                |                                                                                                |
| 8                | | Sojusz Lewicy Demokratycznej Michał Kubach (4163) Andrzej Śnieg (4073) Jerzy Jurgielewicz (2120)                                                                                              |                                                                                                | Akcja Wyborcza Solidarność Edmund Krasowski (5893)                                             |                                                                                                | Unia Wolności Brunon Sarnowski (2473)                                                          |
|                  | | |                                                                                                |                                                                                                |                                                                                                |                                                                                                |

## Wyniki wyborów do Sejmiku Województwa Śląskiego I kadencji
| Komitet wyborczy | Komitet wyborczy                             | Głosy     | Głosy  | Mandaty | Mandaty |
| Komitet wyborczy | Komitet wyborczy                             | Liczba    | %      | Liczba  | %       |
| ---------------- | -------------------------------------------- | --------- | ------ | ------- | ------- |
|                  | Akcja Wyborcza Solidarność                   | 486 196   | 34,70  | 31      | 41,33   |
|                  | Sojusz Lewicy Demokratycznej                 | 470 303   | 33,57  | 31      | 41,33   |
|                  | Unia Wolności                                | 204 030   | 14,56  | 12      | 16,00   |
|                  | Przymierze Społeczne: PSL – UP – KPEiR       | 79 936    | 5,71   | 1       | 1,33    |
|                  |                                              |           |        |         |         |
|                  | Stowarzyszenie „Rodzina Polska”              | 73 572    | 5,25   | –       | –       |
|                  | Ruch Patriotyczny Ojczyzna                   | 45 592    | 3,25   | –       | –       |
|                  | Ruch Autonomii Śląska                        | 30 819    | 2,20   | –       | –       |
|                  | „Przymierze dla Miasta Górnik Zabrze”        | 3276      | 0,23   | –       | –       |
|                  | Stowarzyszenie „Naprzód Śląsk”               | 2863      | 0,20   | –       | –       |
|                  | KW Osób Niepełnosprawnych                    | 2684      | 0,19   | –       | –       |
|                  | Obywatelski Ruch Obrony Mieszkańców w Zabrzu | 1759      | 0,13   | –       | –       |
|                  |                                              |           |        |         |         |
| Ogółem           | Ogółem                                       | 1 401 030 | 100,00 | 75      | 100,00  |
| Głosy nieważne   | Głosy nieważne                               | 114 154   | 7,53   |         |         |
| Frekwencja       | Frekwencja                                   | 1 515 184 | 41,41  |         |         |

Podział mandatów i rozkład procentowy poparcia w wyniku wyborów z uwzględnieniem podziału na późniejszą koalicję rządzącą w kolejności: ugrupowania zarządu, opozycja sejmikowa i pozasejmikowa (komitety, które nie przekroczyły 1% poparcia w skali województwa, potraktowano zbiorczo) [Marszałek województwa Jan Olbrycht, koalicja AWS-UW]:
|     |    |     |   |
| ↓   |    |     |   |
| 31  | 12 | 31  | 1 |
| AWS | UW | SLD |   |

|     |    |     |    |    |     |  |  |  |
|     |    |     |    |    |     |  |  |  |
| AWS | UW | SLD | PS | RP | RPO |  |  |  |

| Radni I kadencji | | |                                                                                                | |                                                                                                |                                                                                                |
| Nr               | Radni wybrani z list poszczególnych komitetów wyborczych (w nawiasach liczba zdobytych głosów)                                            | Radni wybrani z list poszczególnych komitetów wyborczych (w nawiasach liczba zdobytych głosów)                                                            | Radni wybrani z list poszczególnych komitetów wyborczych (w nawiasach liczba zdobytych głosów) | Radni wybrani z list poszczególnych komitetów wyborczych (w nawiasach liczba zdobytych głosów)       | Radni wybrani z list poszczególnych komitetów wyborczych (w nawiasach liczba zdobytych głosów) | Radni wybrani z list poszczególnych komitetów wyborczych (w nawiasach liczba zdobytych głosów) |
| 1                | | Akcja Wyborcza Solidarność Czesław Sobierajski (18 807) Karol Łużniak (9882) Sławomir Ogórek (7340) Jerzy Szpineter (5751) Leokadia Sobczyńska (4876)     |                                                                                                | Sojusz Lewicy Demokratycznej Alfred Bąk (7121) Marian Jarosz (5746) Jadwiga Hyrczyk (3909)           |                                                                                                | Unia Wolności Ryszard Ostrowski (8748) Andrzej Osiecki (3221)                                  |
| 2                | Akcja Wyborcza Solidarność Andrzej Sikora (23 727) Jan Olbrycht (15 408) Marcin Kędracki (8731) Paweł Kilarski (7670) Alina Świeży (6659) | Sojusz Lewicy Demokratycznej Marek Trombski (10 620) Janina Jura (4724) Karol Stasica (4260)                                                              | Unia Wolności Maciej Krzanowski (3381) Jadwiga Górna (1702)                                    | |                                                                                                |                                                                                                |
| 3                | Akcja Wyborcza Solidarność Bożena Siedlecka (3123) Aleksander Leszczyna (2718) Marek Bednarek (2116)                                      | Sojusz Lewicy Demokratycznej Zbigniew Bomba (9340) Andrzej Dobrzański (6307)                                                                              | Unia Wolności Mariusz Wyleżoł (1534)                                                           | |                                                                                                |                                                                                                |
| 4                | Akcja Wyborcza Solidarność Janusz Frąckowiak (9936) Wojciech Czech (8413)                                                                 | Sojusz Lewicy Demokratycznej Zbigniew Wieczorek (11 767) Andrzej Szczepański (3794)                                                                       | Unia Wolności Teresa Skowrońska (2878)                                                         | |                                                                                                |                                                                                                |
| 5                | Akcja Wyborcza Solidarność Adam Rams (11 910) Jadwiga Rudnicka (6543)                                                                     | Sojusz Lewicy Demokratycznej Roman Mirski (4579) Joachim Masarczyk (2522)                                                                                 | Unia Wolności Lucjan Kępka (4627)                                                              | |                                                                                                |                                                                                                |
| 6                | Akcja Wyborcza Solidarność Grzegorz Szpyrka (8100) Romuald Romuszyński (8044) Karol Stasica (6108)                                        | Sojusz Lewicy Demokratycznej Stanisław Kowarczyk (7524) Michał Urban (6882)                                                                               | Unia Wolności Zygmunt Klosa (4327)                                                             | |                                                                                                |                                                                                                |
| 7                | Akcja Wyborcza Solidarność Bernard Szweda (18 055) Alojzy Lysko (8625) Izabela Kloc (5996) Aleksander Gądek (5844)                        | Sojusz Lewicy Demokratycznej Marek Fabryczny (7318) Jerzy Pistelok (4967)                                                                                 | Unia Wolności Andrzej Skowroński (6503)                                                        | |                                                                                                |                                                                                                |
| 8                | | Sojusz Lewicy Demokratycznej Mieczysław Wyględowski (15 463) Zenon Soluch (4892) Krzysztof Tabaka (4457) Edward Jędrzejewski (3692) Henryk Jąderko (3550) |                                                                                                | Akcja Wyborcza Solidarność Jerzy Guła (13 979) Kazimierz Pankiewicz (5605) Sebastian Szymonik (4279) |                                                                                                | Przymierze Społeczne: PSL – UP – KPEiR Ireneusz Skubis (5284)                                  |
| 9                | Sojusz Lewicy Demokratycznej Jacek Kocjan (16 367) Marian Gajda (9722) Danuta Kieljan (7562) Jan Rachwalik (6764)                         | Akcja Wyborcza Solidarność Elżbieta Pierzchała (10 005)                                                                                                   |                                                                                                | Unia Wolności Henryk Zaguła (4002)                                                                   |                                                                                                |                                                                                                |
| 10               | | Akcja Wyborcza Solidarność Andrzej Kampa (11 953) Jerzy Ciba (6652) Bożena Boruta-Gojny (4563)                                                            |                                                                                                | Sojusz Lewicy Demokratycznej Sergiusz Karpiński (8768) Cecylia Machulska (5901)                      | Unia Wolności Paweł Bomba (6760) Marta Świerniak (6166)                                        |                                                                                                |
| 11               | | Sojusz Lewicy Demokratycznej Tadeusz Fudała (9235) Sylwia Adolf (6415) Antoni Karbowski (5152) Roman Chrzanowski (5054)                                   |                                                                                                | Akcja Wyborcza Solidarność Czesław Żelichowski (5620)                                                |                                                                                                |                                                                                                |
|                  | | |                                                                                                | |                                                                                                |                                                                                                |

## Wyniki wyborów do Sejmiku Województwa Świętokrzyskiego I kadencji
| Komitet wyborczy | Komitet wyborczy                                                  | Głosy   | Głosy  | Mandaty | Mandaty |
| Komitet wyborczy | Komitet wyborczy                                                  | Liczba  | %      | Liczba  | %       |
| ---------------- | ----------------------------------------------------------------- | ------- | ------ | ------- | ------- |
|                  | Sojusz Lewicy Demokratycznej                                      | 154 742 | 36,48  | 21      | 46,67   |
|                  | Przymierze Społeczne: PSL – UP – KPEiR                            | 89 441  | 21,08  | 11      | 24,44   |
|                  | Akcja Wyborcza Solidarność                                        | 84 224  | 19,85  | 10      | 22,22   |
|                  | „Wspólnota Świętokrzyska”                                         | 41 871  | 9,87   | 3       | 6,67    |
|                  |                                                                   |         |        |         |         |
|                  | Unia Wolności                                                     | 31 812  | 7,50   | –       | –       |
|                  | Ruch Patriotyczny Ojczyzna                                        | 12 653  | 2,98   | –       | –       |
|                  | Stowarzyszenie „Rodzina Polska”                                   | 3423    | 0,81   | –       | –       |
|                  | Niezależna Inicjatywa Samorządowa „Starachowice – Wspólna Sprawa” | 2513    | 0,59   | –       | –       |
|                  | KW Rolników Indywidualnych – Bezpartyjnych w Dębianach            | 1861    | 0,44   | –       | –       |
|                  | „Nasze Kielce” – KW Na Rzecz Popierania Samorządności Lokalnej    | 1663    | 0,39   | –       | –       |
|                  |                                                                   |         |        |         |         |
| Ogółem           | Ogółem                                                            | 424 203 | 100,00 | 45      | 100,00  |
| Głosy nieważne   | Głosy nieważne                                                    | 44 662  | 9,53   |         |         |
| Frekwencja       | Frekwencja                                                        | 468 865 | 47,05  |         |         |

Podział mandatów i rozkład procentowy poparcia w wyniku wyborów z uwzględnieniem podziału na późniejszą koalicję rządzącą w kolejności: ugrupowania zarządu, opozycja sejmikowa i pozasejmikowa (komitety, które nie przekroczyły 1% poparcia w skali województwa, potraktowano zbiorczo) [Marszałek województwa Józef Szczepańczyk, koalicja SLD-PS]:
|     |    |     |    |
| ↓   |    |     |    |
| 21  | 11 | 10  | 3  |
| SLD | PS | AWS | WŚ |

|     |    |     |    |    |  |  |  |
|     |    |     |    |    |  |  |  |
| SLD | PS | AWS | WŚ | UW |  |  |  |

| Radni I kadencji | | |                                                                                                |                                                                                                |                                                                                                |                                                                                                |                                                                                                |                                                                                                |
| Nr               | Radni wybrani z list poszczególnych komitetów wyborczych (w nawiasach liczba zdobytych głosów)                              | Radni wybrani z list poszczególnych komitetów wyborczych (w nawiasach liczba zdobytych głosów)                                   | Radni wybrani z list poszczególnych komitetów wyborczych (w nawiasach liczba zdobytych głosów) | Radni wybrani z list poszczególnych komitetów wyborczych (w nawiasach liczba zdobytych głosów) | Radni wybrani z list poszczególnych komitetów wyborczych (w nawiasach liczba zdobytych głosów) | Radni wybrani z list poszczególnych komitetów wyborczych (w nawiasach liczba zdobytych głosów) | Radni wybrani z list poszczególnych komitetów wyborczych (w nawiasach liczba zdobytych głosów) | Radni wybrani z list poszczególnych komitetów wyborczych (w nawiasach liczba zdobytych głosów) |
| 1                | | Sojusz Lewicy Demokratycznej Franciszek Wołodźko (5462) Bronisław Powierża (2519)                                                |                                                                                                | Przymierze Społeczne: PSL – UP – KPEiR Ryszard Żołyniak (2874) Ryszard Nagórny (2293)          |                                                                                                | Akcja Wyborcza Solidarność Kazimierz Dojka (2199) Zdzisław Paciura (2037)                      |                                                                                                |                                                                                                |
| 2                | | Przymierze Społeczne: PSL – UP – KPEiR Tadeusz Kowalczyk (5315) Adolf Masłowski (1206)                                           |                                                                                                | Sojusz Lewicy Demokratycznej Antoni Kwaśniewski (3951) Andrzej Bilewski (3304)                 | Akcja Wyborcza Solidarność Jan Dytkowski (2086)                                                |                                                                                                |                                                                                                |                                                                                                |
| 3                | | Sojusz Lewicy Demokratycznej Sławomir Marczewski (6922) Henryk Michałkiewicz (4946) Józef Grabalski (2728) Zdzisław Sędek (2200) |                                                                                                | Przymierze Społeczne: PSL – UP – KPEiR Alfred Biały (1692) Stanisław Klapa (1323)              | Akcja Wyborcza Solidarność Wojciech Przybylski (4912) Marek Banasik (3285)                     |                                                                                                |                                                                                                |                                                                                                |
| 4                | Sojusz Lewicy Demokratycznej Eugeniusz Cichoń (5063) Kazimierz Jesionek (4275) Ewa Urban (1981)                             | | Akcja Wyborcza Solidarność Krzysztof Lipiec (4607) Jan Komoń (2195)                            |                                                                                                | Przymierze Społeczne: PSL – UP – KPEiR Andrzej Maciąg (2624)                                   |                                                                                                |                                                                                                |                                                                                                |
| 5                | Sojusz Lewicy Demokratycznej Jan Szostak (9410) Tadeusz Król (3811) Szymon Heba (2165) Marek Karabin (2153)                 | | Przymierze Społeczne: PSL – UP – KPEiR Leszek Bugaj (5126) Jan Borek (4570)                    |                                                                                                |                                                                                                |                                                                                                |                                                                                                |                                                                                                |
| 6                | Sojusz Lewicy Demokratycznej Władysław Pokrzepa (2396) Karol Fijałkowski (2123) Józef Wołoszyn (1810) Tadeusz Jóźwik (1384) | | „Wspólnota Świętokrzyska” Mariusz Olszewski (11 419) Wacław Berens (1045)                      |                                                                                                | Akcja Wyborcza Solidarność Wojciech Czech (3843)                                               |                                                                                                |                                                                                                |                                                                                                |
| 7                | Sojusz Lewicy Demokratycznej Marian Budziosz (4512) Edward Adamiec (2263)                                                   | | Akcja Wyborcza Solidarność Marian Buras (7272) Józef Bartosz (1639)                            |                                                                                                | Przymierze Społeczne: PSL – UP – KPEiR Stanisław Jamroży (2721) Krystyna Szustak (2042)        |                                                                                                | „Wspólnota Świętokrzyska” Danuta Gutowska-Mierzyńska (1945)                                    |                                                                                                |
|                  | | |                                                                                                |                                                                                                |                                                                                                |                                                                                                |                                                                                                |                                                                                                |

## Wyniki wyborów do Sejmiku Województwa Warmińsko-Mazurskiego I kadencji
| Komitet wyborczy | Komitet wyborczy                       | Głosy   | Głosy  | Mandaty | Mandaty |
| Komitet wyborczy | Komitet wyborczy                       | Liczba  | %      | Liczba  | %       |
| ---------------- | -------------------------------------- | ------- | ------ | ------- | ------- |
|                  | Sojusz Lewicy Demokratycznej           | 141 921 | 33,17  | 17      | 37,78   |
|                  | Akcja Wyborcza Solidarność             | 123 030 | 28,76  | 16      | 35,56   |
|                  | Przymierze Społeczne: PSL – UP – KPEiR | 67 975  | 15,89  | 6       | 13,33   |
|                  | Unia Wolności                          | 58 414  | 13,65  | 6       | 13,33   |
|                  |                                        |         |        |         |         |
|                  | Stowarzyszenie „Rodzina Polska”        | 24 296  | 5,68   | –       | –       |
|                  | Ruch Patriotyczny Ojczyzna             | 12 161  | 2,84   | –       | –       |
|                  |                                        |         |        |         |         |
| Ogółem           | Ogółem                                 | 427 797 | 100,00 | 45      | 100,00  |
| Głosy nieważne   | Głosy nieważne                         | 53 020  | 12,39  |         |         |
| Frekwencja       | Frekwencja                             | 480 817 | 45,82  |         |         |

Podział mandatów i rozkład procentowy poparcia w wyniku wyborów z uwzględnieniem podziału na późniejszą koalicję rządzącą w kolejności: ugrupowania zarządu, opozycja sejmikowa i pozasejmikowa [Marszałek województwa Jerzy Szmit, koalicja AWS-PS-UW]:
|     |    |    |     |
| ↓   |    |    |     |
| 16  | 6  | 6  | 17  |
| AWS | PS | UW | SLD |

|     |    |    |     |    |  |  |
|     |    |    |     |    |  |  |
| AWS | PS | UW | SLD | RP |  |  |

| Radni I kadencji |                                                                                                | |                                                                                                | |                                                                                                |                                                                                                |                                                                                                |                                                                                                |
| Nr               | Radni wybrani z list poszczególnych komitetów wyborczych (w nawiasach liczba zdobytych głosów) | Radni wybrani z list poszczególnych komitetów wyborczych (w nawiasach liczba zdobytych głosów)                        | Radni wybrani z list poszczególnych komitetów wyborczych (w nawiasach liczba zdobytych głosów) | Radni wybrani z list poszczególnych komitetów wyborczych (w nawiasach liczba zdobytych głosów)            | Radni wybrani z list poszczególnych komitetów wyborczych (w nawiasach liczba zdobytych głosów) | Radni wybrani z list poszczególnych komitetów wyborczych (w nawiasach liczba zdobytych głosów) | Radni wybrani z list poszczególnych komitetów wyborczych (w nawiasach liczba zdobytych głosów) | Radni wybrani z list poszczególnych komitetów wyborczych (w nawiasach liczba zdobytych głosów) |
| 1                |                                                                                                | Sojusz Lewicy Demokratycznej Marian Peters (1001) Zbigniew Czyż (872) Kazimierz Polak (848) Aleksander Dziedzic (818) |                                                                                                | Akcja Wyborcza Solidarność Maria Piór (7729) Sławomir Sadowski (2489)                                     |                                                                                                |                                                                                                |                                                                                                |                                                                                                |
| 2                |                                                                                                | Akcja Wyborcza Solidarność Andrzej Górski (6022) Zdzisław Fadrowski (4333) Paweł Podczaski (4175)                     |                                                                                                | Sojusz Lewicy Demokratycznej Tomasz Romańczuk (2749) Zbigniew Zieliński (2460) Krystyna Kralkowska (2015) |                                                                                                | Przymierze Społeczne: PSL – UP – KPEiR Andrzej Śmietanko (6761) Edward Adamczyk (2218)         |                                                                                                | Unia Wolności Mieczysław Guz (2071)                                                            |
| 3                |                                                                                                | Sojusz Lewicy Demokratycznej Edward Radomski (5176) Edmund Kozłowski (2587)                                           |                                                                                                | Akcja Wyborcza Solidarność Sławomir Willenberg (5657) Elżbieta Szpanelewska (2396)                        | Przymierze Społeczne: PSL – UP – KPEiR Roman Trąpczyński (2994)                                | Unia Wolności Stanisław Siłka (3963)                                                           |                                                                                                |                                                                                                |
| 4                |                                                                                                | Akcja Wyborcza Solidarność Jerzy Tytz (2053) Kazimierz Dąbkowski (1845) Barbara Suchocka (1141)                       |                                                                                                | Sojusz Lewicy Demokratycznej Bronisław Szatan (4074) Barbara Golińska (2891)                              | Przymierze Społeczne: PSL – UP – KPEiR Irena Petryna (4450)                                    | Unia Wolności Tadeusz Sobierajski (1583)                                                       |                                                                                                |                                                                                                |
| 5                |                                                                                                | Sojusz Lewicy Demokratycznej Andrzej Ryński (11 393) Zbigniew Puchajda (1554)                                         |                                                                                                | Akcja Wyborcza Solidarność Jerzy Szmit (4433) Jan Radziemski (2660)                                       |                                                                                                | Unia Wolności Wojciech Samulowski (3148)                                                       |                                                                                                |                                                                                                |
| 6                | Sojusz Lewicy Demokratycznej Ryszard Lewin (5787) Paweł Rogiński (3968) Jan Garliński (3028)   | Akcja Wyborcza Solidarność Tadeusz Kopacz (5838) Adam Bok (2525)                                                      |                                                                                                | Przymierze Społeczne: PSL – UP – KPEiR Bogdan Aleksiejczuk (1650)                                         |                                                                                                | Unia Wolności Miron Sycz (4528)                                                                |                                                                                                |                                                                                                |
| 7                |                                                                                                | Akcja Wyborcza Solidarność Paweł Bielinowicz (3910) Witold Zagożdżon (3628)                                           |                                                                                                | Sojusz Lewicy Demokratycznej Antoni Celmer (4542)                                                         | Przymierze Społeczne: PSL – UP – KPEiR Adam Krzyśków (2521)                                    | Unia Wolności Julian Osiecki (3925)                                                            |                                                                                                |                                                                                                |
|                  |                                                                                                | |                                                                                                | |                                                                                                |                                                                                                |                                                                                                |                                                                                                |

## Wyniki wyborów do Sejmiku Województwa Wielkopolskiego I kadencji
| Komitet wyborczy | Komitet wyborczy                       | Głosy     | Głosy  | Mandaty | Mandaty |
| Komitet wyborczy | Komitet wyborczy                       | Liczba    | %      | Liczba  | %       |
| ---------------- | -------------------------------------- | --------- | ------ | ------- | ------- |
|                  | Sojusz Lewicy Demokratycznej           | 399 387   | 37,60  | 29      | 48,33   |
|                  | Akcja Wyborcza Solidarność             | 293 855   | 27,66  | 21      | 35,00   |
|                  | Przymierze Społeczne: PSL – UP – KPEiR | 142 445   | 13,41  | 5       | 8,33    |
|                  | Unia Wolności                          | 136 101   | 12,81  | 5       | 8,33    |
|                  |                                        |           |        |         |         |
|                  | Stowarzyszenie „Rodzina Polska”        | 61 207    | 5,76   | –       | –       |
|                  | Ruch Patriotyczny Ojczyzna             | 29 205    | 2,75   | –       | –       |
|                  |                                        |           |        |         |         |
| Ogółem           | Ogółem                                 | 1 062 200 | 100,00 | 60      | 100,00  |
| Głosy nieważne   | Głosy nieważne                         | 125 999   | 10,60  |         |         |
| Frekwencja       | Frekwencja                             | 1 188 199 | 48,71  |         |         |

Podział mandatów i rozkład procentowy poparcia w wyniku wyborów z uwzględnieniem podziału na późniejszą koalicję rządzącą w kolejności: ugrupowania zarządu, opozycja sejmikowa i pozasejmikowa [Marszałek województwa Stefan Mikołajczak, koalicja SLD-PS]:
|     |    |     |    |
| ↓   |    |     |    |
| 29  | 5  | 21  | 5  |
| SLD | PS | AWS | UW |

|     |    |     |    |    |  |  |  |  |  |  |  |  |  |
|     |    |     |    |    |  |  |  |  |  |  |  |  |  |
| SLD | PS | AWS | UW | RP |  |  |  |  |  |  |  |  |  |

| Radni I kadencji | | |                                                                                                | |                                                                                                |                                                                                                |                                                                                                |                                                                                                |
| Nr               | Radni wybrani z list poszczególnych komitetów wyborczych (w nawiasach liczba zdobytych głosów)                                | Radni wybrani z list poszczególnych komitetów wyborczych (w nawiasach liczba zdobytych głosów)                               | Radni wybrani z list poszczególnych komitetów wyborczych (w nawiasach liczba zdobytych głosów) | Radni wybrani z list poszczególnych komitetów wyborczych (w nawiasach liczba zdobytych głosów)                                         | Radni wybrani z list poszczególnych komitetów wyborczych (w nawiasach liczba zdobytych głosów) | Radni wybrani z list poszczególnych komitetów wyborczych (w nawiasach liczba zdobytych głosów) | Radni wybrani z list poszczególnych komitetów wyborczych (w nawiasach liczba zdobytych głosów) | Radni wybrani z list poszczególnych komitetów wyborczych (w nawiasach liczba zdobytych głosów) |
| 1                | | Akcja Wyborcza Solidarność Zbigniew Czerwiński (20 214) Piotr Walerych (11 920) Andrzej Porawski (7729) Lech Dymarski (7328) |                                                                                                | Sojusz Lewicy Demokratycznej Bartłomiej Krasicki (22 311) Bolesław Stanikowski (4072) Marian Witkowski (3179) Witold Kapczyński (2910) |                                                                                                | Unia Wolności Ewa Borkowska-Bagieńska (5467) Ewa Socha (3548)                                  |                                                                                                |                                                                                                |
| 2                | | Sojusz Lewicy Demokratycznej Stefan Mikołajczak (17 625) Krystyna Kubicka-Sztul (6659) Jerzy Małecki (6388)                  |                                                                                                | Akcja Wyborcza Solidarność Piotr Buczkowski (11 049) Dariusz Szymczak (6005)                                                           | Unia Wolności Ewa Dalc (2504)                                                                  |                                                                                                | Przymierze Społeczne: PSL – UP – KPEiR Dominik Ludwiczak (5156)                                |                                                                                                |
| 3                | Sojusz Lewicy Demokratycznej Piotr Chojnacki (15 009) Czesław Janicki (9321) Marian Zawadka (4533) Wojciech Adaszewski (4020) | Akcja Wyborcza Solidarność Jerzy Żurawiecki (10 622) Piotr Florek (5948) Paweł Kurz (3289)                                   |                                                                                                | Przymierze Społeczne: PSL – UP – KPEiR Jan Kopczyk (6813)                                                                              |                                                                                                |                                                                                                |                                                                                                |                                                                                                |
| 4                | Sojusz Lewicy Demokratycznej Stanisław Sikorski (13 400) Edward Horoszkiewicz (8633) Kazimierz Kościelny (6974)               | Akcja Wyborcza Solidarność Jacek Olbiński (4436) Aleksander Wojtczak (4413)                                                  | Przymierze Społeczne: PSL – UP – KPEiR Jan Grzesiek (5301)                                     | |                                                                                                |                                                                                                |                                                                                                |                                                                                                |
| 5                | Sojusz Lewicy Demokratycznej Ryszard Przybylski (5884) Czesław Płócienniczak (3957) Mirosław Chojnicki (3736)                 | Akcja Wyborcza Solidarność Mirosław Kruszyński (14 550) Antoni Puchała (3231)                                                | Przymierze Społeczne: PSL – UP – KPEiR Rafał Skoczylas (2335)                                  | |                                                                                                |                                                                                                |                                                                                                |                                                                                                |
| 6                | Sojusz Lewicy Demokratycznej Marian Kasperski (4886) Zenon Nowak (4790) Zbigniew Domagała (2938)                              | Akcja Wyborcza Solidarność Wojciech Ziemniak (10 615) Roman Skrzypczak (4978)                                                | Przymierze Społeczne: PSL – UP – KPEiR Józef Poniecki (2893)                                   | |                                                                                                |                                                                                                |                                                                                                |                                                                                                |
| 7                | Sojusz Lewicy Demokratycznej Zbigniew Ajchler (12 597) Bronisław Małecki (7235) Jerzy Błoszyk (1967)                          | Akcja Wyborcza Solidarność Józef Napierała (4342) Władysław Rozwadowski (4332)                                               |                                                                                                | Unia Wolności Jan Koziołek (6353) |                                                                                                |                                                                                                |                                                                                                |                                                                                                |
| 8                | Sojusz Lewicy Demokratycznej Andrzej Masiakowski (4424) Zenon Kułaga (2760) Ireneusz Krupka (2738)                            | Akcja Wyborcza Solidarność Jan Podmaski (6043) Antoni Gawroch (5496)                                                         | Unia Wolności Wiktor Geisler (1564)                                                            | |                                                                                                |                                                                                                |                                                                                                |                                                                                                |
| 9                | Sojusz Lewicy Demokratycznej Irena Wojewódzka-Kucz (9940) Zdzisław Kasprzyk (4269) Tadeusz Bartz (2763)                       | Akcja Wyborcza Solidarność Bogdan Trepiński (12 112) Jacek Konowalski (8708)                                                 |                                                                                                | |                                                                                                |                                                                                                |                                                                                                |                                                                                                |
|                  | | |                                                                                                | |                                                                                                |                                                                                                |                                                                                                |                                                                                                |

## Wyniki wyborów do Sejmiku Województwa Zachodniopomorskiego I kadencji
| Komitet wyborczy | Komitet wyborczy                       | Głosy   | Głosy  | Mandaty | Mandaty |
| Komitet wyborczy | Komitet wyborczy                       | Liczba  | %      | Liczba  | %       |
| ---------------- | -------------------------------------- | ------- | ------ | ------- | ------- |
|                  | Sojusz Lewicy Demokratycznej           | 200 378 | 39,00  | 22      | 48,89   |
|                  | Akcja Wyborcza Solidarność             | 139 649 | 27,18  | 13      | 28,89   |
|                  | Unia Wolności                          | 62 713  | 12,21  | 6       | 13,33   |
|                  | Przymierze Społeczne: PSL – UP – KPEiR | 47 981  | 9,34   | 3       | 6,67    |
|                  | Ruch Patriotyczny Ojczyzna             | 27 141  | 5,28   | 1       | 2,22    |
|                  |                                        |         |        |         |         |
|                  | Stowarzyszenie „Rodzina Polska”        | 18 324  | 3,57   | –       | –       |
|                  | „Liga Szczecińska”                     | 10 804  | 2,10   | –       | –       |
|                  | Politechnika                           | 3661    | 0,71   | –       | –       |
|                  | KW Zrzeszenia Podmiotów Gospodarczych  | 2181    | 0,42   | –       | –       |
|                  | Partia Ludowo-Demokratyczna            | 936     | 0,18   | –       | –       |
|                  |                                        |         |        |         |         |
| Ogółem           | Ogółem                                 | 513 768 | 100,00 | 45      | 100,00  |
| Głosy nieważne   | Głosy nieważne                         | 53 385  | 9,41   |         |         |
| Frekwencja       | Frekwencja                             | 567 153 | 44,77  |         |         |

Podział mandatów i rozkład procentowy poparcia w wyniku wyborów z uwzględnieniem podziału na późniejszą koalicję rządzącą w kolejności: ugrupowania zarządu, opozycja sejmikowa i pozasejmikowa (komitety, które nie przekroczyły 1% poparcia w skali województwa, potraktowano zbiorczo) [Marszałek województwa Zbigniew Zychowicz, koalicja SLD-PS]:
|     |    |     |    |   |
| ↓   |    |     |    |   |
| 22  | 3  | 13  | 6  | 1 |
| SLD | PS | AWS | UW |   |

|     |    |     |    |     |    |  |  |  |  |  |
|     |    |     |    |     |    |  |  |  |  |  |
| SLD | PS | AWS | UW | RPO | RP |  |  |  |  |  |

| Radni I kadencji | | |                                                                                                | |                                                                                                |                                                                                                |                                                                                                |                                                                                                |
| Nr               | Radni wybrani z list poszczególnych komitetów wyborczych (w nawiasach liczba zdobytych głosów)                                                      | Radni wybrani z list poszczególnych komitetów wyborczych (w nawiasach liczba zdobytych głosów)                                                | Radni wybrani z list poszczególnych komitetów wyborczych (w nawiasach liczba zdobytych głosów) | Radni wybrani z list poszczególnych komitetów wyborczych (w nawiasach liczba zdobytych głosów)                                    | Radni wybrani z list poszczególnych komitetów wyborczych (w nawiasach liczba zdobytych głosów) | Radni wybrani z list poszczególnych komitetów wyborczych (w nawiasach liczba zdobytych głosów) | Radni wybrani z list poszczególnych komitetów wyborczych (w nawiasach liczba zdobytych głosów) | Radni wybrani z list poszczególnych komitetów wyborczych (w nawiasach liczba zdobytych głosów) |
| 1                | | Sojusz Lewicy Demokratycznej Karol Osowski (5260) Tadeusz Rewaj (6187) Joanna Izbicka (6173) Izabela Szatanek (2356) Antoni Nowakowski (1882) |                                                                                                | Akcja Wyborcza Solidarność Marek Tałasiewicz (11 364) Zbigniew Zalewski (8471) Wojciech Żebrowski (2997) Andrzej Markowski (2819) |                                                                                                | Unia Wolności Maria Ilnicka-Mądry (3613) Cezary Arciszewski (2387)                             |                                                                                                | Ruch Patriotyczny Ojczyzna Eugeniusz Kalinowski (228)                                          |
| 2                | Sojusz Lewicy Demokratycznej Piotr Nowakowski (7904) Andrzej Malanowski (4290) Mirosław Barcikowski (4019)                                          | Akcja Wyborcza Solidarność Jolanta Andreas (6042) Marek Słomski (5379)                                                                        |                                                                                                | Przymierze Społeczne: PSL – UP – KPEiR Zygmunt Dziewguć (3604)                                                                    |                                                                                                | Unia Wolności Lechosław Goździk (2492)                                                         |                                                                                                |                                                                                                |
| 3                | Sojusz Lewicy Demokratycznej Zbigniew Drobny (6929) Henryk Rupnik (6341) Czesław Kręcisz (4618) Piotr Zieliński (4088)                              | Akcja Wyborcza Solidarność Grażyna Sztark (7082) Sławomir Nitras (5287)                                                                       | Przymierze Społeczne: PSL – UP – KPEiR Zenon Kozłowicz (1009)                                  | Unia Wolności Bogdan Siwek (2579)                                                                                                 |                                                                                                |                                                                                                |                                                                                                |                                                                                                |
| 4                | Sojusz Lewicy Demokratycznej Jerzy Mokrzycki (20 633) Jadwiga Kilian (3622) Andrzej Żebrowski (2620) Kazimierz Czarnecki (1498) Adam Zygmunt (1484) | Akcja Wyborcza Solidarność Stanisław Gawłowski (5868) Bogdan Krawczyk (4282)                                                                  |                                                                                                | Unia Wolności Andrzej Majewski (1423)                                                                                             |                                                                                                |                                                                                                |                                                                                                |                                                                                                |
| 5                | Sojusz Lewicy Demokratycznej Józef Faliński (7126) Roman Kobyliński (6351) Kazimierz Lipiński (4875) Paweł Zienkiewicz (4570) Wacław Łopatto (4000) | Akcja Wyborcza Solidarność Stanisław Zimnicki (6143) Sławomir Pajor (3804) Paweł Kowalczyk (3682)                                             | Unia Wolności Piotr Lewandowski (2743)                                                         | | Przymierze Społeczne: PSL – UP – KPEiR Jan Lemparty (2167)                                     |                                                                                                |                                                                                                |                                                                                                |
|                  | | |                                                                                                | |                                                                                                |                                                                                                |                                                                                                |                                                                                                |